# Giải Nobel Vật lý

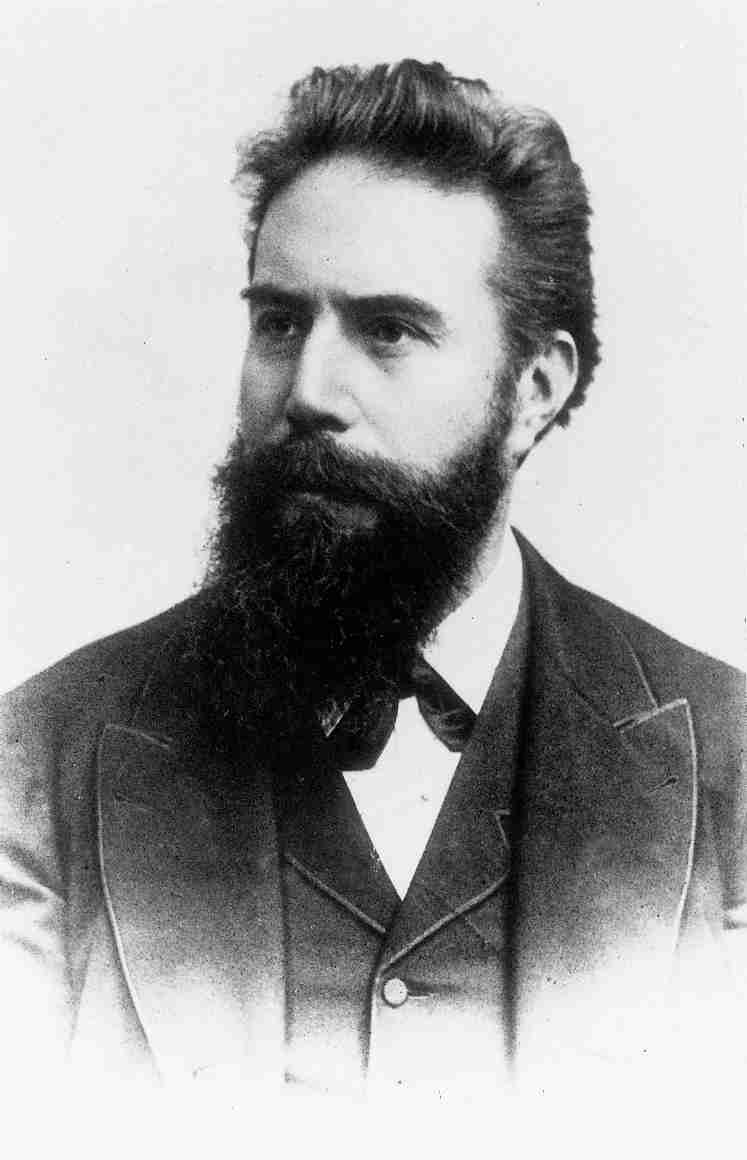
Wilhelm Röntgen (1845–1923), người đầu tiên nhận giải Nobel Vật lý.

Mặt sau huy chương giải Nobel vật lý

Giải Nobel Vật lý là giải thưởng hàng năm do Viện Hàn lâm Khoa học Hoàng gia Thụy Điển trao cho những người có đóng góp nổi bật nhất cho nhân loại trong lĩnh vực vật lý. Đây là một trong năm Giải Nobel được thành lập theo ý muốn của Alfred Nobel vào năm 1895 và bắt đầu trao từ năm 1901, những giải còn lại là Giải Nobel Hóa học, Văn học, Hòa bình, và Sinh lý học và Y khoa. Theo truyền thống, vật lý là giải thưởng đầu tiên được trao trong lễ trao giải Nobel.
Nhà vật lý người Đức Wilhelm Röntgen là người đầu tiên nhận giải Nobel Vật lý nhằm ghi nhận những đóng góp phi thường mà ông mang lại khi khám phá ra tia X-quang. Giải thưởng này do Quỹ Nobel quản lý và được coi là giải thưởng uy tín nhất mà một nhà khoa học có thể nhận trong lĩnh vực vật lý. Giải giới thiệu tại Stockholm tại một buổi lễ thường niên vào ngày 10 tháng 12, ngày giỗ của Nobel. Tính đến năm 2022, có tổng cộng 221 cá nhân đã nhận giải.

## Bối cảnh
Alfred Nobel đã quy định trong di chúc và di thư cuối cùng của ông rằng tiền của ông sẽ dùng để tạo ra một loạt giải thưởng để trao cho những người mang lại "lợi ích lớn nhất cho nhân loại" trong các lĩnh vực vật lý, hóa học, hòa bình, sinh học hoặc y học, và văn học. Mặc dù Nobel đã viết nhiều di chúc trong suốt cuộc đời của ông, nhưng di chúc cuối cùng được viết hơn một năm trước khi ông qua đời và ký tại Câu lạc bộ Thụy Điển-Na Uy ở Paris vào ngày 27 tháng 11 năm 1895. Nobel để lại 94% tổng tài sản 31 triệu kronor Thụy Điển (US$198 triệu, €176 triệu vào năm 2016), để thiết lập và tặng năm giải thưởng Nobel. Do mức độ hoài nghi xung quanh di chúc, phải đến ngày 26 tháng 4 năm 1897, di chúc mới được Quốc hội Na Uy chấp thuận. Những người thực hiện di chúc của ông là Ragnar Sohlman và Rudolf Lilljequist, họ đã thành lập Quỹ Nobel để quản lý tài sản của Nobel và tổ chức các giải thưởng.
Các thành viên của Ủy ban Nobel Na Uy sẽ trao giải Giải Hòa bình ngay sau khi di chúc được thông qua. Các tổ chức trao giải theo sau: Học viện Karolinska vào ngày 7 tháng 6, Viện Hàn lâm Thụy Điển vào ngày 9 tháng 6 và Viện Hàn lâm Khoa học Hoàng gia Thụy Điển vào ngày 11 tháng Sáu. Sau đó, Quỹ Nobel đã đạt được thỏa thuận về hướng dẫn cách thức trao giải Nobel. Năm 1900, Vua Oscar II ban hành quy chế mới cho Quỹ Nobel. Theo di chúc của Nobel, Viện Hàn lâm Khoa học Hoàng gia Thụy Điển sẽ trao Giải thưởng Vật lý.

## Đề cử và tuyển chọn

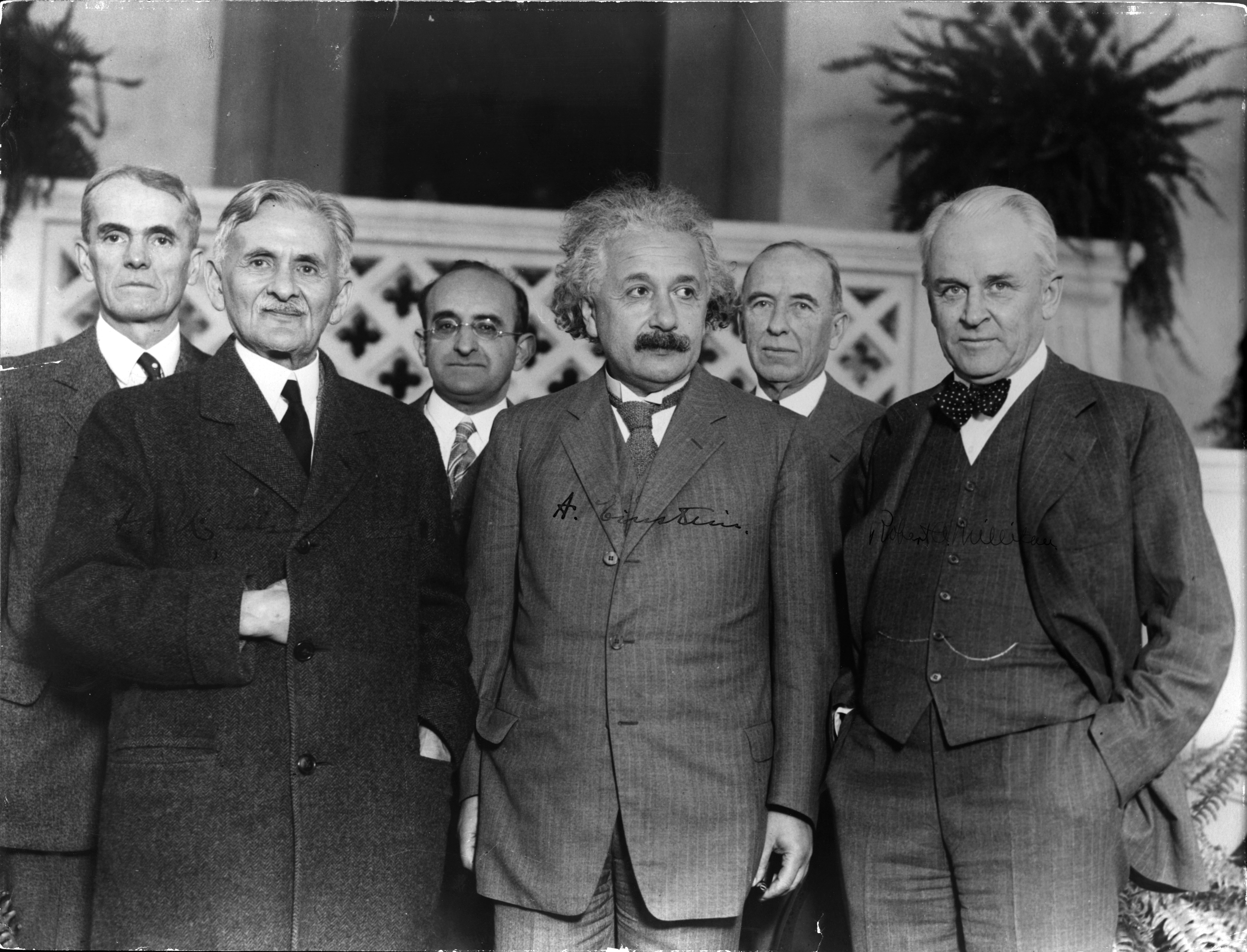
Ba nhà khoa học đoạt giải Nobel Vật lý. Hàng trước L-R: Albert A. Michelson (người đoạt giải năm 1907), Albert Einstein (người đoạt giải năm 1921) và Robert A. Millikan (người đoạt giải năm 1923).

Giải Nobel Vật lý sẽ lựa chọn ra tối đa ba người đoạt giải Nobel và hai công trình khác nhau. So với các giải Nobel khác, quy trình đề cử và tuyển chọn cho giải Vật lý kéo dài và nghiêm ngặt nhất. Đây là lý do chính giải thích tại sao nó ngày càng trở nên quan trọng hơn trong những năm gần đây và trở thành giải thưởng quan trọng nhất trong ngành Vật lý.
Ủy ban Nobel Vật lý sẽ lựa chọn ra những người đoạt giải Nobel, Ủy ban Nobel bao gồm năm thành viên do Viện Hàn lâm Khoa học Hoàng gia Thụy Điển bầu chọn. Trong giai đoạn đầu tiên bắt đầu từ tháng 9, một nhóm khoảng 3.000 giáo sư đại học, những người đoạt giải Nobel Vật lý và Hóa học, và những người khác sẽ gửi các mẫu đề cử bí mật. Các mẫu đã hoàn thành phải đến tay Ủy ban Nobel trước ngày 31 tháng 1 của năm tiếp theo. Các chuyên gia sẽ xem xét kỹ lưỡng và thảo luận về các đề cử, rồi thu hẹp xuống còn khoảng mười lăm cái tên. Ủy ban sẽ đệ trình một báo cáo với các khuyến nghị về các ứng cử viên cuối cùng cho Viện, tại đó, trong Cấp Vật lý, nó sẽ được thảo luận thêm. Sau đó, Viện đưa ra lựa chọn cuối cùng của những người đoạt giải Vật lý theo đa số phiếu bầu.
Quy tắc chung là không bao giờ công bố công khai tên của những người nhận đề cử, và họ cũng không nhận bất kỳ thông báo nào về việc Viện đang xem xét chính họ cho Giải thưởng. Hồ sơ đề cử sẽ được niêm phong trong năm mươi năm. Mặc dù không được phép đề cử những người đã qua đời, nhưng giải thưởng vẫn có thể trao nếu cá nhân đó qua đời trong khoảng thời gian đợi quyết định của ủy ban (thường là vào tháng 10) và buổi lễ vào tháng 12. Trước năm 1974,vẫn cho phép truy tặng ứng cử viên đã qua đời sau khi nhận đề cử.
Các quy tắc của giải Nobel Vật lý yêu cầu tầm quan trọng của những thành tựu phải được công nhận và "kiểm tra bằng thời gian". Trên thực tế, điều đó có nghĩa là độ trễ giữa phát hiện và giải thưởng thường vào khoảng 20 năm và có thể lâu hơn nữa. Ví dụ, một nửa giải Nobel Vật lý năm 1983 đã được trao cho Subrahmanyan Chandrasekhar vì công trình của ông về cấu trúc sao và sự tiến hóa đã được thực hiện trong thập niên 1930. Đây cũng là nhược điểm của quy tắc thử nghiệm theo thời gian này do không phải tất cả các nhà khoa học đều sống đủ lâu để công việc của họ được công nhận. Một số khám phá khoa học quan trọng không bao giờ được xem xét để trao giải thưởng, vì những người khám phá qua đời vào ngay thời điểm tác động của công trình đó được đánh giá cao.

## Tranh cãi

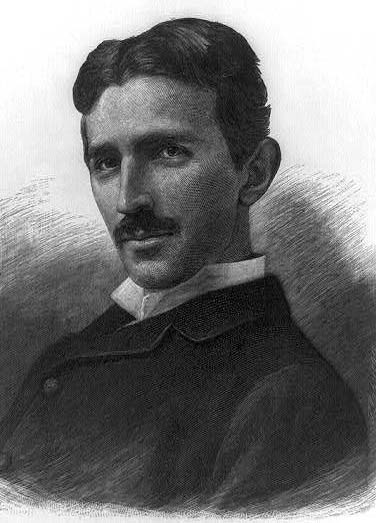
Nikola Tesla

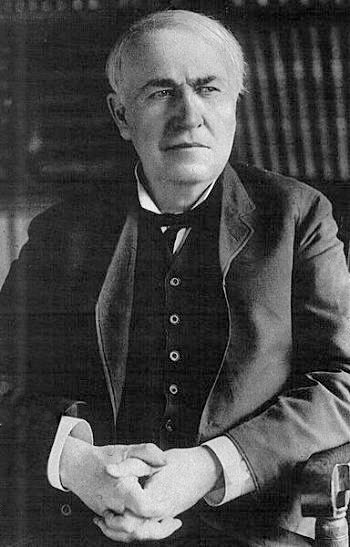
Thomas Edison

Thomas Edison và Nikola Tesla, hai nhà phát minh nổi tiếng Thế giới cuối thế kỉ 19 và 20 được coi là những ứng cử viên nặng ký cho Giải Nobel Vật lý năm 1915, nhưng không ai trong số họ giành được giải thưởng này cho dù cả hai đều đóng góp rất lớn cho sự tiến bộ của khoa học và kỹ thuật. Nhiều người tin rằng ủy ban xét giải đã loại cả hai người do những mâu thuẫn cá nhân giữa hai nhà phát minh này, nhiều bằng chứng cho thấy cả Edison và Tesla bằng cách này hay cách khác đã tìm cách hạ thấp những cống hiến và sự xứng đáng đoạt giải của người kia, đồng thời thề sẽ từ chối giải nếu phải cùng nhận hoặc nhận sau địch thủ của mình—như đồn đại của giới truyền thông. Dù sao thì cũng rất đáng tiếc khi trong danh sách những người nhận giải không có tên Tesla và Edison. Cần biết rằng lúc này Tesla đang rất cần hỗ trợ về tài chính, chỉ một năm sau khi được đề cử không thành, ông đã lâm vào cảnh phá sản
Nhà Vật lý nữ người Áo Lise Meitner đã đóng góp rất lớn vào việc phát hiện ra hiện tượng phân hạch năm 1939 nhưng không bao giờ được nhận Giải Nobel Vật lý. Trong thực tế, chính bà chứ không phải Otto Hahn, người được nhận Giải Nobel Hóa học năm 1944 "vì tạo ra nguyên tố mới nhờ phản ứng phân hạch", đã lần đầu tiên đề cập đến hiện tượng phân hạch đồng vị phóng xạ sau khi phân tích các dữ liệu thí nghiệm và cùng Otto Robert Frisch áp dụng thành công mẫu giọt chất lỏng của Niels Bohr để giải thích hiện tượng này. Nhiều người cho rằng Meitner không được trao giải vì tình trạng trọng nam khinh nữ phổ biến đầu thế kỉ 20 trên Thế giới và ngay trong thành phần ủy ban xét giải, đã dẫn đến những cống hiến của bà bị xem nhẹ và gạt khỏi danh sách trao giải.
Giải Nobel Vật lý năm 1956 được trao cho William Shockley, John Bardeen và Walter Brattain "vì phát minh transistor" trong khi thực tế đã có nhiều phát minh trước đó liên quan đến việc hình thành transistor như các mẫu transistor hiện đại do Julius Edgar Lilienfeld đăng ký bằng sáng chế từ năm 1928.
Ngô Kiện Hùng là nhà Vật lý nữ được mệnh danh "Đệ nhất phu nhân của Vật lý", "Marie Curie của Trung Quốc", bà đã chứng minh bằng thực nghiệm sự vi phạm bảo toàn tính chẵn lẻ năm 1956 và là phụ nữ đầu tiên được nhận Giải Wolf cho Vật lý. Tuy vậy đến tận khi mất năm 1997, bà vẫn không được xét trao Giải Nobel Vật lý. Chính Ngô Kiện Hùng đã đề cập thí nghiệm của mình với Lý Chính Đạo và Dương Chấn Ninh, giúp cho hai nhà Vật lý này chứng minh thành công lý thuyết về sự vi phạm bảo toàn tính chẵn lẻ trong phân rã điện tử. Lý và Dương đã được nhận Giải Nobel Vật lý vì công trình này, tương tự trường hợp của Meitner, dư luận đã chỉ trích việc ủy ban không đồng trao giải cho Ngô Kiện Hùng như là một biểu hiện của việc trọng nam khinh nữ trong xét giải của Ủy ban Giải Nobel.
Năm 1974 giải được trao cho Martin Ryle và Antony Hewish "vì những nghiên cứu tiên phong trong lĩnh vực Vật lý thiên văn vô tuyến". Hewish được trao Giải Nobel Vật lý với lý do riêng là đã phát hiện ra xung tinh, nhưng thực tế thì nhà Vật lý này ban đầu đã giải thích những tín hiệu thu được là liên lạc của "những người nhỏ bé da xanh" ("Little Green Men", ám chỉ người ngoài hành tinh) với Trái Đất. Sự giải thích chính xác chỉ đến khi David Staelin và Edward Reifenstein phát hiện ra một xung tinh ở tâm của Tinh vân con cua (Crab Nebula). Sau đó, Fred Hoyle và nhà thiên văn Thomas Gold đã giải thích chính xác pulsar là những sao neutron quay rất nhanh trong từ trường mạnh nên bức xạ sóng vô tuyến đều đặn và mạnh như là việc phát ánh sáng của một ngọn hải đăng. Jocelyn Bell Burnell, học trò do Hewish hướng dẫn, cũng không được xét trao giải, mặc dù cô là người đầu tiên đề cập đến các nguồn sóng vô tuyến từ ngoài vũ trụ mà sau đó được chứng minh là bắt nguồn từ các pulsar. Một trường hợp tương tự cũng liên quan đến Vật lý thiên văn là Giải Nobel Vật lý năm 1978, năm đó hai người chiến thắng là Arno Allan Penzias và Robert Woodrow Wilson "vì đã phát hiện ra bức xạ phông vũ trụ" (CMB), trong khi ban đầu chính bản thân hai người này cũng không thể hiểu được tầm quan trọng to lớn của phát hiện này và cũng không giải thích được chính xác nguồn gốc của các tín hiệu tìm thấy.
Trong những năm gần đây, Giải Nobel Vật lý cũng không thoát khỏi chỉ trích từ giới khoa học và dư luận. Giải năm 1997 được trao cho Chu Đệ Văn, Claude Cohen-Tannoudji và William Daniel Phillips "vì đã phát triển phương pháp làm lạnh và bẫy nguyên tử bằng laser" trong khi những công trình tương tự đã được các nhà Vật lý Nga thực hiện từ hơn một thập kỉ trước đó.

## Lịch sử người nhận giải

### Từ vật lý cổ điển đến vật lý lượng tử

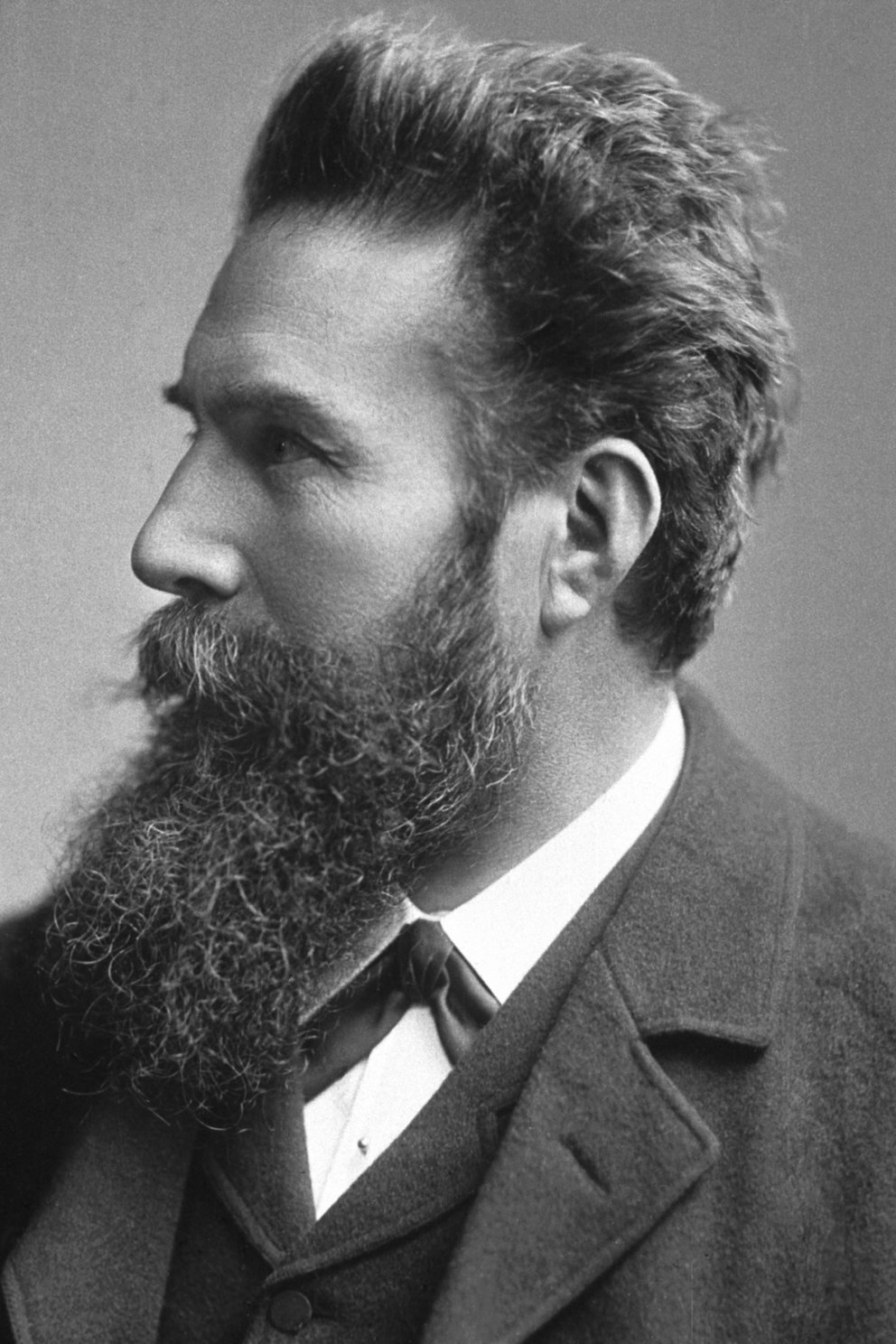
Wilhelm Röntgen, người đầu tiên đoạt giải Nobel Vật lý năm 1901

Năm 1901, khi giải Nobel đầu tiên được trao thì các lĩnh vực của vật lý cổ điển đã dựa trên một nền tảng vững chắc do các nhà vật lý và hóa học vĩ đại của thế kỉ 19 tạo nên. Tuy vậy, sự thỏa mãn về bức tranh vật lý đó kéo dài không được bao lâu. Thời điểm bước sang thế kỉ mới là thời điểm quan sát các hiện tượng mà vật lý lúc bấy giờ không lý giải được và những ý tưởng cực mới về cơ sở của vật lý lý thuyết được đưa ra.

#### Tia X và phóng xạ
Một trong những hiện tượng không giải thích được của vài năm cuối cùng của thế kỉ 19 đó là việc Wilhelm Conrad Röntgen, người được trao giải Nobel vật lý đầu tiên (1901) phát hiện ra tia X vào năm 1895. Năm 1896 Henri Becquerel phát hiện ra hiện tượng phóng xạ và hai vợ chồng nhà bác học Marie và Pierre Curie tiếp tục nghiên cứu bản chất của hiện tượng này. Nhờ công trình về hiện tượng phóng xạ, Becquerel và vợ chồng Curie được trao giải Nobel năm 1903. Cùng với công trình của Ernest Rutherford (người đoạt giải Nobel về hóa học năm 1908) người ta hiểu rằng thực ra nguyên tử bao gồm một hạt nhân rất nhỏ chứ không phải như từng được nghĩ như trước đây là một phần tử không có cấu trúc.

#### Cấu trúc nguyên tử
Năm 1897, J.J. Thomson (Joseph John Thomson) phát hiện các tia phát ra từ cathode trong một ống chân không là những hạt có mang điện tích. Ông đã chứng minh rằng các tia này gồm những hạt rời rạc mà sau này chúng ta gọi là các hạt điện tử (hay electron). Ông đã đo tỉ số giữa khối lượng của hạt với điện tích (âm) của hạt đó và thấy rằng giá trị đó chỉ bằng một phần rất nhỏ so với giá trị dự đoán của các nguyên tử mang điện. Và ngay sau đó người ta thấy rằng các hạt có khối lượng nhỏ bé mang điện tích âm đó phải là những viên gạch cùng với hạt nhân mang điện tích dương đã tạo nên tất cả các loại nguyên tử. Thomson nhận giải Nobel năm 1906. Trước đó một năm (1905), Philipp E.A. von Lenard đã làm sáng tỏ rất nhiều tính chất thú vị của những tia phát ra từ ca-tốt như là khả năng đi sâu vào những tấm kim loại và tạo ra huỳnh quang. Sau đó, vào năm 1912, Robert A. Millikan lần đầu tiên đo chính xác điện tích của điện tử bằng phương pháp giọt dầu (tiếng Anh: oil-drop), và việc này dẫn ông đến giải Nobel năm 1923. Millikan cũng được trao giải cho những công trình về hiệu ứng quang điện.

#### Sự phá sản của ê-te
Vào đầu thế kỉ 20, Albert Abraham Michelson đã phát triển một phương pháp giao thoa, theo phương pháp này thì khoảng cách giữa hai vật thể có thể được đo bằng số các bước sóng ánh sáng (hoặc là những phần nhỏ của chúng). Điều này làm cho việc xác định chiều dài chính xác hơn trước đó rất nhiều. Dùng chiếc giao thoa kế đó, Michelson và Edward Morley đã tiến hành một thí nghiệm nổi tiếng (Thí nghiệm Michelson-Morley, thí nghiệm đó kết luận rằng vận tốc ánh sáng không phụ thuộc vào chuyển động tương đối của nguồn ánh sáng và người quan sát. Thí nghiệm này bác bỏ giả thuyết trước đó coi ê-te là môi trường truyền ánh sáng. Michelson nhận giải Nobel năm 1907.

#### Nguyên tử và từ trường
Các cơ chế phát xạ ánh sáng bởi các hạt tải điện đã được Hendrik Lorentz nghiên cứu. Ông cũng là người đầu tiên áp dụng các phương trình Maxwell vào việc dẫn điện trong vật chất. Lý thuyết của ông có thể được áp dụng vào bức xạ gây ra bởi dao động giữa các nguyên tử, vào bối cảnh đó, lý thuyết có thể giải thích một thí nghiệm cực kì quan trọng. Vào năm 1896, Pieter Zeeman khi nghiên cứu về các hiệu ứng điện từ của ánh sáng đã tìm ra một hiện tượng quan trọng, đó là các vạch phổ của natri khi bị đốt cháy trong một từ trường mạnh bị tách thành một vài thành phần. Hiện tượng này có thể được giải thích rất chi tiết bằng lý thuyết của Lorentz khi lý thuyết này được áp dụng cho các dao động của các điện tử. Lorentz và Zeeman chia nhau giải Nobel năm 1902. Sau đó, Johannes Stark chứng minh ảnh hưởng trực tiếp của điện trường lên phát xạ ánh sáng nhờ việc phát ra một chùm các nguyên tử (chùm tia anode gồm các nguyên tử hoặc phân tử) trong một điện trường mạnh. Ông đã quan sát được sự tách phức tạp của các vạch phổ cũng như dịch chuyển Doppler phụ thuộc và vận tốc của nguồn phát. Stark nhận giải Nobel năm 1919.

#### Ứng dụng của tia X và xác định cấu trúc lớp điện tử
Bắt đầu từ giữa thế kỉ 19, người ta đã có một tài liệu thực nghiệm đó là những vạch phổ đặc trưng phát ra trong những vùng khả kiến từ những loại nguyên tử khác nhau. Bức xạ tia X đặc trưng do Charles Glover Barkla (giải Nobel năm 1917) phát hiện bổ sung thêm cho tài liệu đó. Barkla phát hiện điều đó sau khi Max von Laue (giải Nobel năm 1914) xác định bản chất sóng của bức xạ và nhiễu xạ tia X. Phát hiện của von Laue trở thành một nguồn thông tin quan trọng về cấu trúc bên trong của nguyên tử. Karl Manne Georg Siegbahn nhận thấy rằng đo phổ tia X đặc trưng của tất cả các nguyên tố sẽ cho biết một cách có hệ thống các lớp điện tử kế tiếp được thêm vào như thế nào khi đi từ các nguyên tố nhẹ tới các nguyên tố nặng. Ông đã thiết kế các quang phổ kế cực kì chính xác cho mục đích này. Và nhờ đó sự khác nhau về năng lượng của các lớp điện tử khác nhau cũng như các quy tắc cho việc dịch chuyển bức xạ giữa các lớp đó được xác định. Ông nhận giải Nobel vật lý năm 1924. Tuy vậy, hóa ra là để hiểu sâu hơn cấu trúc của nguyên tử, người ta cần nhiều hơn rất nhiều những khái niệm thông thường của vật lý cổ điển mà lúc bấy giờ, khó ai có thể tưởng tượng nổi.

#### Sự ra đời của thuyết lượng tử
Vật lý cổ điển coi chuyển động là liên tục cũng như việc trao đổi năng lượng cũng là liên tục. Vậy thì tại sao các nguyên tử lại phát ra những bức xạ có một đỉnh cực đại? Wilhelm Wien nghiên cứu về bức xạ của vật đen (tiếng Anh: black body) từ những vật rắn nóng (tương phản với bức xạ của các nguyên tử khí có phân bố tần số liên tục). Sử dụng điện động học cổ điển, ông đi tới một biểu thức cho phân bố tần số của bức xạ này và cho sự dịch chuyển của bước sóng có cường độ cực đại khi nhiệt độ của một vật đen bị thay đổi (định luật dịch chuyển Wien, rất hiệu quả trong việc xác định nhiệt độ của Mặt Trời chẳng hạn). Ông được trao giải Nobel năm 1911.

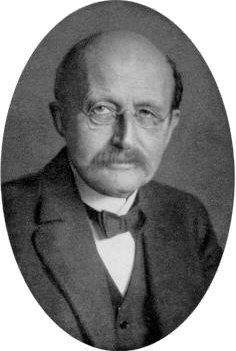
Max Planck, cha đẻ thuyết lượng tử

Tuy vậy, Wien không thể rút ra một công thức phân bố phù hợp với thực nghiệm cho cả hai vùng bước sóng dài và bước sóng ngắn. Vấn đề đó không được giả quyết cho đến khi Max Planck đưa ra một ý tưởng hoàn toàn mới là năng lượng phát xạ chỉ phát ra từng lượng gián đoạn có một giá trị nhất định gọi là lượng tử. Một lượng tử năng lượng bằng hằng số Planck nhân với tần số của lượng tử đó. Đây được coi là sự ra đời của vật lý lượng tử. Wien nhận giải Nobel năm 1911 và Planck nhận giải Nobel năm 1918. Các bằng chứng quan trọng chứng minh ánh sáng phát ra theo từng lượng tử năng lượng cũng được củng cố bằng lời giải thích của Albert Einstein về hiệu ứng quang điện (được Heinrich Rudolf Hertz quan sát lần đầu tiên vào năm 1887), hiệu ứng này cho thấy ánh sáng không chỉ được phát ra theo từng lượng tử mà còn được hấp thụ theo từng lượng tử. Hiệu ứng quang điện bao gồm phần mở rộng của lý thuyết Planck. Einstein nhận giải Nobel vật lý năm 1921 về hiệu ứng quang điện và về những đóng góp cho vật lý lý thuyết.
Trong các thí nghiệm sau này, James Franck và Gustav Ludwig Hertz đã chứng minh hiệu ứng quang điện ngược (tức là khi một điện tử va chạm với một nguyên tử thì cần một năng lượng tối thiểu để sinh ra các lượng tử ánh sáng với năng lượng đặc trưng phát ra từ va chạm đó) và chứng minh tính đúng đắn của lý thuyết Planck và hằng số Planck. Franck and Hertz cùng nhận giải Nobel năm 1926. Cũng vào khoảng thời gian đó, Arthur Compton (người nhận nửa giải Nobel vật lý năm 1927) nghiên cứu sự mất mát năng lượng của quang tử (lượng tử sóng điện từ) tia X khi tán xạ lên các hạt vật chất và cho thấy rằng các lượng tử của chùm tia X có năng lượng lớn hơn năng lượng của ánh sáng nhìn thấy 10.000 lần và chúng cũng tuân theo các quy tắc lượng tử. Charles Thomson Rees Wilson (xem dưới đây) nhận một nửa giải Nobel năm 1927 vì tạo ra dụng cụ quan sát tán xạ năng lượng cao có thể được dùng để chứng minh tiên đoán của Compton.

#### Mô hình nguyên tử của Bohr
Niels Bohr làm việc với mô hình hành tinh nguyên tử trong đó các điện tử quay xung quanh hạt nhân. Ông thấy rằng các vạch phổ sắc nét phát ra từ các nguyên tử có thể được giải thích nếu cho rằng điện tử quay xung quanh hạt nhân trên các quỹ đạo tĩnh đặc trưng bởi một mô-men góc bị lượng tử hóa. Ông cũng cho thấy năng lượng phát xạ chính bằng sự khác nhau giữa các trạng thái năng lượng bị lượng tử hóa đó. Giả thiết ông đưa ra có xuất phát điểm từ vật lý cổ điển hơn là từ lý thuyết của Planck. Mặc dầu giả thiết trên chỉ giải thích được một số đặc điểm đơn giản của quang phổ và nguồn gốc của nó nhưng người ta cũng sớm chấp nhận nó vì phương pháp của Bohr là một điểm khởi đầu đúng đắn, ông nhận giải Nobel năm 1922.

#### Lưỡng tính sóng-hạt
Năm 1923, Louis de Broglie (Louis-Victor P. R. de Broglie) đã phát biểu rằng các hạt vật chất cũng có những tính chất sóng và rằng sóng điện từ cũng thể hiện những tính chất của các hạt dưới dạng các quang tử. Ông đã phát triển các công thức toán học cho tính lưỡng tính này, trong đó có một công thức mà sau này gọi là bước sóng de Broglie cho các hạt chuyển động. Các thí nghiệm ban đầu của Clinton Davisson đã chỉ ra rằng thực ra các điện tử thể hiện tính chất phản xạ giống như các sóng khi đập vào một tinh thể và các thí nghiệm này được lặp lại nhiều lần chứng minh giả thiết lưỡng tính của de Broglie. Một thời gian sau George Paget Thomson (con trai của J.J. Thomson) đã đưa ra nhiều thí nghiệm đã được cải tiến rất nhiều cho biết hiện tượng tán xạ khi các điện tử năng lượng cao đi sâu vào trong các tấm kim loại. De Broglie nhận giải Nobel năm 1929 và sau đó Davisson và Thomson chia nhau giải Nobel năm 1937. Erwin Schrödinger phát triển thêm ý tưởng của de Broglie và viết một bài báo cơ bản về Lượng tử hóa như là một bài toán trị riêng vào đầu năm 1926. Ông đã tạo ra một cái gọi là cơ học sóng. Nhưng một năm trước đó Werner Heisenberg đã bắt đầu một phương pháp toán học hoàn toán khác gọi là cơ học ma trận và bằng cách đó ông cũng thu được các kết quả tương tự như các kết quả mà Schrödinger đưa ra sau đó. Lý thuyết này cũng ngụ ý rằng có những giới hạn tự nhiên trong việc xác định chính xác đồng thời các đại lượng vật lý Hệ thức bất định Heisenberg. Heisenberg được trao giải Nobel năm 1932 cho sự phát triển của cơ học lượng tử, trong khi đó Schrödinger và Paul Dirac cùng nhận giải vào năm sau đó. Dirac sửa đổi các công thức khi tính đến lý thuyết tương đối hẹp của Einstein và cho thấy rằng một lý thuyết như vậy không chỉ bao gồm những thông số tương ứng cho sự tự quay của điện tử xung quanh mình, gọi là spin, mà còn tiên đoán sự tồn tại của một loại hạt hoàn toàn mới gọi là các phản hạt có khối lượng bằng khối lượng của điện tử nhưng mang điện tích dương. Phản hạt đầu tiên của điện tử do Carl David Anderson (được trao một nửa giải Nobel năm 1936) phát hiện năm 1932 được gọi là phản điện tử (positron).

#### Nguyên lý loại trừ
Max Born, thầy của Heisenberg vào những năm đầu của thập niên 1920 có những đóng góp quan trọng về miêu tả toán học và giải thích vật lý. Ông nhận một nửa giải Nobel vào năm 1954 cho công trình của ông về ý nghĩa thống kê của hàm sóng. Wolfgang Pauli đã đưa ra nguyên lý loại trừ (mỗi trạng thái lượng tử chỉ có thể có một điện tử mà thôi) dựa trên cơ sở lý thuyết bán cổ điển của Bohr. Sau này, người ta cũng thấy nguyên lý Pauli liên quan đến tính đối xứng của hàm sóng của các hạt có spin bán nguyên nói chung gọi là các fermion để phân biệt với các hạt boson có spin là một số nguyên lần của hằng số Plank chia cho 2*pi. Nguyên lý loại trừ có nhiều hệ quả quan trọng trong nhiều lĩnh vực của vật lý và Pauli nhận giải Nobel năm 1945.
Năm 1947, Polykarp Kusch tìm ra rằng mô-men từ của một điện tử không có giá trị đúng như Dirac tiên đoán mà khác với một đại lượng rất nhỏ. Vào cùng thời gian đó Willis Lamb cũng nghiên cứu một vấn đề tượng tự về spin của điện tử tương tác với các trường điện từ bằng việc nghiên cứu cấu trúc siêu tinh tế của quang phổ phát ra từ nguyên tử hydrogen. Ông quan sát thấy rằng sự tách cấu trúc siêu tinh tế luôn luôn sai khác với giá trị của Dirac một lượng đáng kể. Kusch và Lamb cùng nhận giải Nobel năm 1955.

#### Điện động lực học lượng tử và sắc động lực học lượng tử

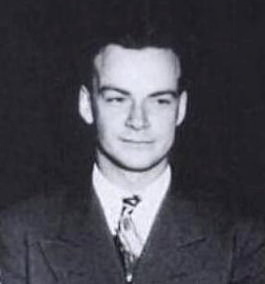
Richard Feynman, người có đóng góp đáng kể cho điện động lực học lượng tử

Trong điện động lực học lượng tử (còn được biết theo chữ viết tắt tiếng Anh là QED - quantum electrodynamics), lý thuyết nhiễu loạn lượng tử miêu tả các hạt tích điện tương tác thông qua trao đổi các quang tử. Mô hình cũ của điện động lực học lượng tử chỉ bao gồm trao đổi quang tử riêng lẻ, nhưng Sin-Itiro Tomonaga, Julian Schwinger và Richard Feynman nhận ra rằng tình huống lại phức tạp hơn rất nhiều vì tán xạ điện tử-điện tử có thể bao gồm trao đổi một vài quang tử. Một điện tích điểm trần trụi không tồn tại trong bức tranh của họ. Điện tích luôn tạo ra một đám các cặp hạt-phản hạt ảo ở xung quanh nó, do đó, mô men từ hiệu dụng của nó thay đổi và thế năng Coulomb cũng bị biến đổi tại các khoảng cách ngắn. Các tính toán từ mô hình này đã tái tạo lại các dữ liệu thực nghiệm của Kusch và Lamb với một độ chính xác ngạc nhiên và mô hình điện động lực học lượng tử mới được coi là một lý thuyết chính xác nhất đã từng có. Tomonaga, Schwinger và Feynman cùng nhận giải Nobel vật lý năm 1965. Phát triển này của điện động lực học lượng tử lại có một tầm quan trọng vĩ đại nhất cho cả việc miêu tả các hiện tượng vật lý năng lượng cao. Khái niệm sinh cặp từ trạng thái chân không của một trường lượng tử là một khái niệm cơ sở trong lý thuyết trường hiện đại của các tương tác mạnh và của sắc động lực học lượng tử (quantum chromodynamics).

#### Khám phá về tính đối xứng
Khía cạnh cơ bản khác của cơ học lượng tử và lý thuyết trường lượng tử là tính đối xứng của các hàm sóng và các trường. Năm 1956, Lý Chính Đạo (Tsung-Dao Lee) và Dương Chấn Ninh (Chen Ning Yang) đã chỉ ra rằng các tương tác vật lý có thể không tuân theo đối xứng gương. Điều này có nghĩa là tính chất chẵn lẻ của hàm sóng, ký hiệu là P, không được bảo toàn khi hệ bị đặt dưới một tương tác như vậy và tính chất đối xứng gương có thể bị thay đổi. Lý và Dương cùng nhận giải Nobel năm 1957. James Watson Cronin và Val Logsdon Fitch phát hiện sự phân rã của hạt meson K vi phạm nguyên lý bảo toàn điện tích và tính chẵn lẻ năm 1964 và họ cùng nhau nhận giải Nobel năm 1980.
Năm 1960, khi Sheldon Lee Glashow, Abdus Salam và Steven Weinberg đưa ra lý thuyết thống nhất tương tác yếu và tương tác điện từ. Họ cùng nhau chia giải Nobel năm 1979 về lý thuyết thống nhất này và đặc biệt là tiên đoán của họ về một loại tương tác yếu đặc biệt được điều hòa bởi dòng neutron đã được thực nghiệm kiểm chứng mới gần đây. Giải Nobel vật lý cuối cùng của thế kỷ 20 được trao cho Gerardus 't Hooft và Martinus J. G. Veltman. Họ đã tìm ra cách để tái chuẩn hóa lý thuyết điện-yếu, và loại bỏ các điểm kỳ dị trong các tính toán lượng tử.

### Từ thế giới vi mô đến thế giới vĩ mô

#### Thuyết tương đối

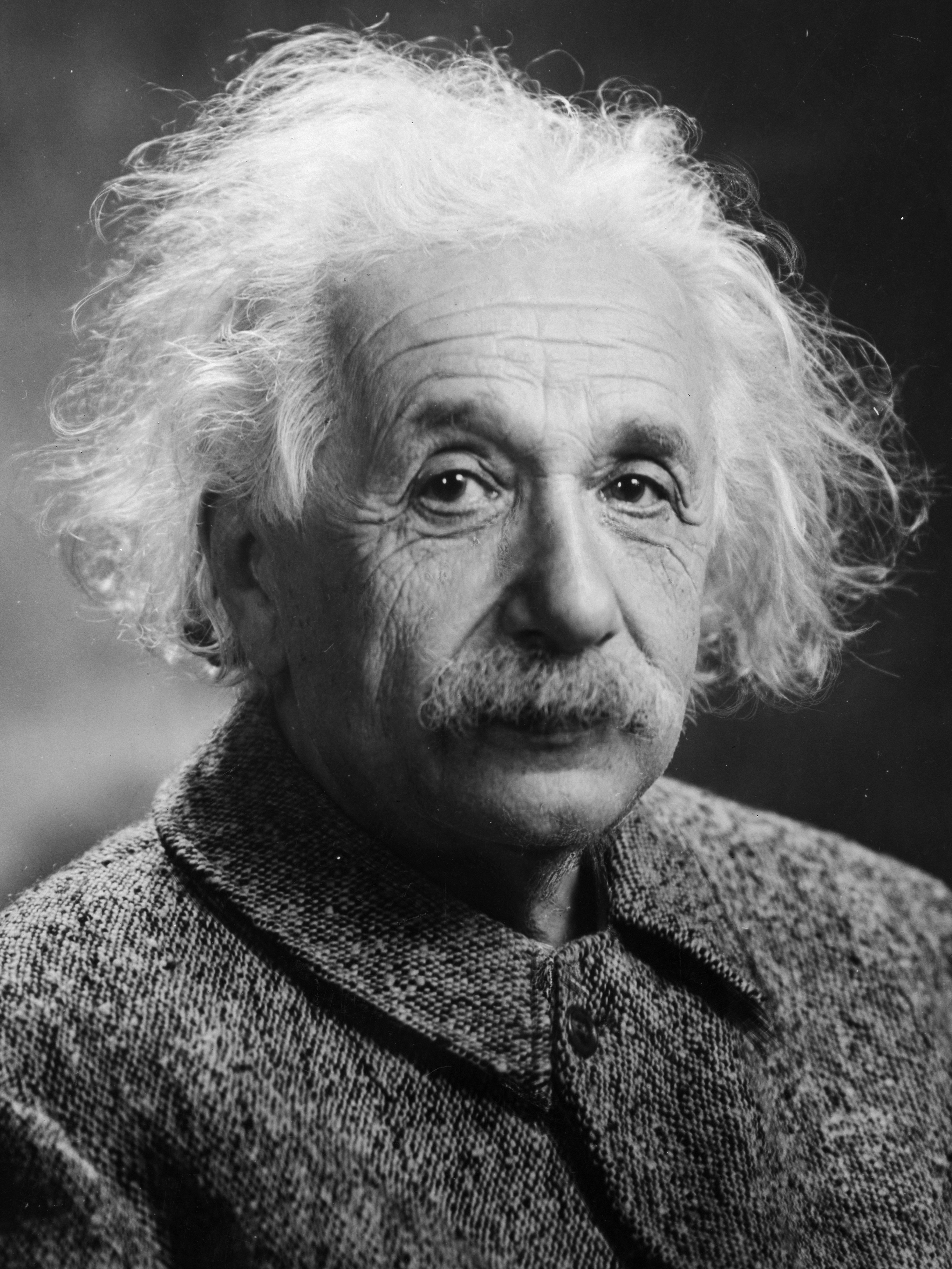
Albert Einstein, Cha đẻ của Thuyết tương đối, nhưng lại được trao giải Nobel về Hiệu ứng quang điện

Một mối liên hệ khác liên kết các thực thể nhỏ nhất và lớn nhất trong vũ trụ của chúng ta là lý thuyết tương đối của Albert Einstein. Einstein đưa ra thuyết tương đối hẹp của mình lần đầu tiên vào năm 1905 với phương trình cho biết mối liên hệ giữa khối lượng và năng lượng E = mc². vào thập kỷ tiếp theo, ông tiếp tục đưa ra thuyết tương đối rộng liên hệ lực hấp dẫn với cấu trúc của không gian và thời gian. Tất cả các tính toán khối lượng hiệu dụng của các hạt năng lượng cao, của các biến đổi năng lượng trong phân rã phóng xạ cũng như các tiên đoán của Dirac về sự tồn tại của phản hạt, đều dựa trên lý thuyết tương đối của ông. Lý thuyết tương đối rộng là cơ sở cho các tính toán chuyển động trên thang vĩ mô của vũ trụ, kể cả giả thiết về tính chất của hố đen. Einstein nhận giải Nobel vào năm 1921 lại do công trình về hiệu ứng quang điện thể hiện bản chất hạt của ánh sáng.

#### Các đồng vị
Ernest Rutherford và Frederick Soddy (Nobel hóa học 1921) đưa ra lý thuyết biến tố. Họ đã theo dõi rất chi tiết một chuỗi các phân rã phóng xạ khác nhau và so sánh năng lượng phát ra với sự thay đổi về khối lượng của hạt nhân mẹ và hạt nhân con. Họ tìm thấy rằng hạt nhân thuộc một nguyên tố hóa học có thể có các khối lượng khác nhau và họ đã tìm ra các đồng vị. Một giải Nobel cũng được trao vào năm 1922 cho Francis William Aston về việc tách quang phổ - khối lượng của một số lớn các đồng vị của các nguyên tố không phóng xạ. Cùng lúc đó Marie Curie cũng nhận giải Nobel lần thứ hai (lần này về hóa học) về phát hiện ra các nguyên tố hóa học radi và poloni.
Khối lượng của các đồng vị đều là một số nguyên lần khối lượng của proton, hạt proton do Rutherford phát hiện lần đầu tiên khi ông chiếu tia alpha và hạt nhận nguyên tử nitơ. Nhưng các đồng vị không thể chỉ được tạo thành từ các proton được vì mỗi nguyên tố hóa học chỉ có một giá trị tổng điện tích hạt nhân. Thông thường các proton chỉ chiếm không đến một nửa khối lượng hạt nhân, điều đó có nghĩa là một số thành phần không mang điện cũng có mặt trong hạt nhân. James Chadwick lần đầu tiên tìm thấy chứng cứ cho hạt đó, gọi là hạt neutron khi ông nghiên cứu các phản ứng hạt nhân năm 1932. Ông nhận giải Noebel vật lý năm 1935.
Ngay sau phát hiện của Chadwick, Enrico Fermi và một số người khác cũng bắt tay vào nghiên cứu neutron như là một phương pháp để tạo ra các phản ứng hạt nhân mà có thể gây ra phóng xạ "nhân tạo". Fermi thấy rằng xác suất của các phản ứng hạt nhân cảm ứng (không bao gồm biến đổi nguyên tố) tăng lên khi neutron bị làm chậm đi và điều này cũng đúng cho các nguyên tố nặng giống như với các nguyên tố nhẹ, trái ngược với phản ứng của các hạt mang điện (ví dụ như proton) cảm ứng. Ông nhận giải Nobel vật lý năm 1938.

#### Vật lý hạt nhân
Một nhánh của vật lý gọi là vật lý hạt nhân đã được hình thành dựa trên giả thiết hạt nhân được tạo thành từ các proton và neutron và một vài thành tựu quan trọng đã được ghi nhận bằng các giải Nobel. Ernest Lawrence, người nhận giải Nobel vật lý năm 1939 đã xây máy gia tốc đầu tiên trong đó các hạt được gia tốc dần dần bằng việc gia tăng năng lượng cho hạt sau mỗi vòng quay trong từ trường. Sir John Cockcroft và Ernest Walton đã gia tốc các hạt bằng việc tác động trực tiếp một điện thế rất cao và các ông cũng được trao giải vào năm 1951 cho công trình nghiên cứu về biến tố.
Otto Stern nhận giải Nobel vật lý năm 1943 cho các phương pháp thực nghiệm của ông để nghiên cứu tính chất từ của hạt nhân, đặc biệt là xác định mô men từ của proton. Isidor I. Rabi làm tăng độ chính xác lên hai bậc trong việc xác định mô men từ của hạt nhân bằng kỹ thuật cộng hưởng tần số vô tuyến, và do đó, ông nhận giải Nobel vật lý năm 1944. Sau đó, vào nửa cuối của thế kỷ một vài nhà vật lý lý thuyết được trao giải cho những công trình về mô hình hóa lý thuyết các hệ nhiều hạt như: Eugene Wigner, Maria Goeppert-Mayer và J. Hans D. Jensen vào năm 1963 và Aage Niels Bohr, Ben Roy Mottelson và Leo James Rainwater vào năm 1975.

#### Vật lý năng lượng cao
Ngay từ năm 1912 Victor F. Hess (giải Nobel năm 1936 cùng với Carl David Anderson) thấy rằng các bức xạ có khả năng đi sâu vào vật chất có thể đến với chúng ta từ khoảng không ngoài vũ trụ. Bức xạ vũ trụ này được ghi nhận bằng các buồng ion hóa và sau này là buồng mây Wilson. Các tính chất của các hạt có thể phỏng đoán từ các vạch cong của các hạt để lại trong buồng ion hóa dưới tác dụng của từ trường ngoài rất lớn. Theo cách đó, Anderson đã phát hiện ra phản điện tử (positron). Anderson và Patrick Blackett cho thấy rằng, tia gamma có thể sinh ra các cặp điện tử-phản điện tử (electron-positron) và ngược lại, điện tử và phản điện tử có thể hủy nhau tạo ra chính tia gamma bị mất đi. Blackett nhận giải Nobel vật lý năm 1948 cho việc phát triển buồng mây sau này và các phát minh mà ông đã thực hiện để làm việc đó.
Mặc dù sau này, các máy gia tốc được phát triển nhiều, bức xạ vũ trụ vẫn là nguồn chủ yếu của các hạt năng lượng cao trong vài thập kỷ (và hạt từ bức xạ vũ trụ có năng lượng lớn hơn năng lượng của các hạt tạo ra từ các máy gia tốc lớn nhất trên Trái Đất, mặc dù cường độ của bức xạ vũ trụ rất nhỏ) và nó đã cung cấp những hình ảnh ban đầu của một thế giới hạ hạt nhân mà lúc bấy giờ con người hoàn toàn chưa biết. Một loại hạt mới gọi là meson mu được phát hiện năm 1937 có khối lượng xấp xỉ 200 lần khối lượng điện tử (nhưng nhẹ hơn proton 10 lần). Năm 1946, Cecil Frank Powell đã làm sáng tỏ hiện tượng trên và cho rằng thực ra là có hơn một loại hạt như vậy tồn tại. Một trong số đó có tên là meson pion phân rã thành một hạt khác gọi là meson mu. Powell nhận giải Nobel vật lý năm 1950.

#### Hạt cơ bản
Năm 1935, Hideki Yukawa giả thiết rằng lực tương tác mạnh có thể được truyền bằng các hạt trao đổi, giống như lực điện từ được giả thiết được truyền thông qua trao đổi các quang tử ảo trong lý thuyết trường lượng tử. Yukawa cho rằng một hạt như vậy phải có khối lượng khoảng 200 lần khối lượng của điện tử để giải thích tầm tác dụng ngắn của lực tương tác mạnh mà thực nghiệm tìm ra. Hạt meson pi mà Powell tìm ra có các tính chất phù hợp để có thể là hạt Yukawa. Ngược lại, hạt meson mu lại có các tính chất hoàn toàn khác (và tên của nó sau này được đổi thành muon). Yukawa nhận giải thưởng Nobel vật lý năm 1949. Mặc dù các nghiên cứu sau này chỉ ra rằng cơ chế của lực tương tác mạnh phức tạp hơn bức tranh của Yukawa rất nhiều nhưng ông vẫn được coi là tiên phong trong nhiên cứu các hạt truyền tương tác mạnh. David J. Gross, H. David Politzer và Frank Wilczeck là chủ nhân của giải Nobel vật lý năm 2004 với những khám phá về lực hạt nhân mạnh. Nghiên cứu của họ chỉ ra rằng, không giống như các lực khác, lực tương tác mạnh lại suy yếu đi khi hai quark tiến về một chỗ. Hiện tượng đó giống như thể các hạt được nối với nhau bằng một dải cao su, mà lực kéo giữa chúng càng mạnh khi chúng càng ở xa nhau. Phát hiện của ba nhà nghiên cứu này, công bố năm 1973, đã dẫn đến lý thuyết về sắc động lực học lượng tử - lý thuyết góp phần quan trọng cho sự ra đời của Mô hình Chuẩn.
Vào cuối những năm 1950, các máy gia tốc có thể đạt năng lượng vài tỉ eV (electron-volt), tức là các cặp hạt với khối lượng bằng khối lượng của proton có thể được tạo ra từ chuyển đổi năng lượng-khối lượng. Phương pháp này được nhóm nghiên cứu của Owen Chamberlain và Emilio Segrè sử dụng khi lần đầu tiên họ đã xác định và nghiên cứu phản proton vào năm 1955 (học chia nhau giải Nobel năm 1959). Các máy gia tốc năng lượng cao cũng cho phép cũng cho phép nghiên cứu cấu trúc của proton và neutron chi tiết hơn trước đó rất nhiều và Robert Hofstadter có thể phân biệt chi tiết cấu trúc điện từ của các nucleon nhờ quan sát tán xạ của chúng lên các điện tử năng lượng cao. Ông nhận nửa giải Nobel vật lý năm 1961.
Sự tồn tại của hạt neutrino tiên đoán từ lý thuyết của Pauli vào những năm 1930 cũng đã được ghi nhận. Các bằng chứng trực tiếp thực nghiệm đầu tiên về hạt neutrino được Clyde Cowan và Frederick Reines cung cấp vào năm 1957 nhưng mãi đến năm 1995, công trình đó mới được trao một nửa giải Nobel (lúc đó Cowan đã chết, ông chết năm 1984). Neutrino cũng có mặt trong các quá trình liên quan đến tương tác yếu (như là phân rã của hạt beta và hạt meson pi thành hạt muon) và khi cường độ chùm hạt tăng lên, các máy gia tốc có thể tạo ra các chùm neutrino thứ cấp. Leon M. Lederman, Melvin Schwartz và Jack Steinberger đã phát triển phương pháp này vào những năm 1960 và chứng minh rằng hạt neutrino đi kèm trong phân rã meson pi thành muon không đồng nhất với các neutrino liên quan đến các điện tử trong phân rã hạt beta, chúng là hai hạt riêng biệt gọi là hạt neutrino điện tử và neutrino muon. Giải Nobel vật lý năm 2002 được trao cho Riccardo Giacconi, Masatoshi Koshiba và Raymond Davis Jr. vì có công thu được các hạt neutrino, khẳng định bằng thực nghiệm sự có mặt của hạt này.
Hạt điện tử (e-), hạt muon (μ), neutrino điện tử (νe), neutrino muon (νμ) và các phản hạt của chúng đã được tìm thấy và chúng thuộc cùng một lớp gọi là lepton. Các hạt trên không tương tác bởi lực tương tác mạnh; ngược lại, các hạt proton, neutron, meson và hyperon (tập hợp các hạt có khối lượng lớn hơn khối lượng của proton) lại được xác định bởi lực tương tác mạnh. Các hạt lepton được mở rộng khi Martin Lewis Perl và nhóm nghiên cứu của ông đã phát hiện ra hạt lepton tau có khối lượng lớn hơn điện tử và muon. Perl chia giải Nobel với Reines vào năm 1995.

#### Hạt quark
Tất cả các lepton vẫn được coi là các hạt cơ bản, tức là chúng giống như các điểm và không có cấu trúc nội, nhưng đối với proton,... thì lại không phải vậy. Murray Gell-Mann và nhiều người khác cố gắng phân loại các hạt tương tác rất mạnh (gọi là các hadron) thành các nhóm có các liên hệ và kiểu tương tác giống nhau. Gell-Mann nhận giải Nobel năm 1969. Hệ thống của ông dựa trên giả thiết rằng tất cả các hạt đều được tạo thành từ các hạt nguyên tố gọi là các hạt quark. Bằng chứng thực về việc các nucleon được tạo thành từ các hạt giống như quark đến từ công trình của Jerome Isaac Friedman, Henry Way Kendall và Richard Edward Taylor. Họ "nhìn thấy" các hạt cứng bên trong các lepton khi nghiên cứu tán xạ không đàn hồi của các điện tử lên các lepton. Do đó, họ cùng nhau chia giải Nobel năm 1990.
Người ta hiểu rằng tất cả các hạt tương tác mạnh đều được tạo thành từ các quark. Vào giữa những năm 1970, một hạt có thời gian sống rất ngắn được phát hiện một cách độc lập bởi nhóm của Burton Richter và Samuel C. C. Ting. Đó là một loại hạt quark chưa được biết vào lúc đó và được đặt tên là quark đẹp (charm). Hạt quark này không có mối liên hệ nào đến hệ thống các hạt cơ bản và Richter và Ting chia nhau giải Nobel năm 1976. Mô hình chuẩn trong vật lý hạt phân chia các hạt thành 3 họ, họ thứ nhất gồm: 2 quark (và các phản quark) và hai lepton, trong mỗi lepton đều có các quark thuận và nghịch, điện tử và neutrino điện tử; họ thứ hai gồm: quark lạ (strange) và quark đẹp, muon và neutrino muon; họ thứ ba gồm: quark thuận, quark nghịch, tau và tau neutrino. Các hạt truyền tương tác trong tương tác điện yếu là photon, Z boson và W boson; trong tương tác mạnh là các hạt gluon.
Năm 1983, Carlo Rubbia và nhóm nghiên cứu của ông đã chứng minh sự tồn tại của các hạt W và Z bằng buồng va chạm proton-phản proton với năng lượng đủ cao để tạo ra các hạt rất nặng đó. Rubbia chia giải năm 1984 với Simon van der Meer, người có những phát minh quan trọng trong việc xây dựng buồng va chạm đó. Họ cũng suy đoán rằng có các hạt khác có thể được tạo ra tại các năng lượng cao hơn năng lượng của các máy gia tốc hiện thời, nhưng đến giờ không có bằng chứng thực nghiệm nào về điều đó.

#### Vũ trụ học
Mô hình vụ nổ lớn (Big Bang) miêu tả một kịch bản có thể cho sự tiến hóa của vũ trụ tại những thời điểm đầu tiên. Một trong những tiên đoán của mô hình đó là sự tồn tại của nền bức xạ vũ trụ đã được Arno Allan Penzias và Robert Woodrow Wilson tìm ra vào năm 1960. Họ cùng nhận giải Nobel vật lý năm 1978.
Hans Bethe lần đầu tiên miêu tả chu kì hiđrô và cacbon trong đó năng lượng được giải phóng trong các ngôi sao bởi sự kết hợp của proton thành hạt nhân heli. Vì đóng góp này, ông nhận giải Nobel vật lý vào năm 1967.
Subrahmanyan Chandrasekhar đã tính toán lý thuyết quá trình tiến hóa của các ngôi sao, đặc biệt là các ngôi sao sẽ kết thúc cuộc đời của mình ở một trạng thái gọi là sao lùn trắng. Dưới một số điều kiện đặc biệt, sản phẩm cuối cùng có thể là sao neutron, một vật thể cực đặc trong đó tất cả các proton biến thành neutron. Trong các vụ nổ siêu sao, các nguyên tố nặng được tạo ra trong quá trình tiến hóa của các sao sẽ bay vào trong khoảng không vũ trụ. William Alfred Fowler đã làm sáng tỏ rất chi tiết cả về mặt lý thuyết và thực nghiệm các phản ứng hạt nhân quan trọng nhất trong các ngôi sao và sự hình thành các nguyên tố nặng. Fowler và Chandrasekhar cùng nhận giải Nobel vật lý năm 1983.
Thiên văn vô tuyến cung cấp các thông tin về các vật thể vũ trụ mà chúng ta không thể quan sát được bằng phổ quang học. Sir Martin Ryle đã phát triển một phương pháp trong đó các tín hiệu từ vài kính thiên văn đặt cách xa nhau có thể kết hợp với nhau để làm tăng độ phân giải của bản đồ nguồn sóng radio từ bầu trời. Antony Hewish và nhóm nghiên cứu của ông đã thực hiện một phát minh rất ngẫu nhiên vào năm 1964 khi sử dụng kính thiên văn của Ryle: các vật thể không xác định gọi là pulsar phát ra các xung tần số sóng vô tuyến với tốc độ lặp lại rất xác định. Ryle và Hewish chia giải Nobel vật lý năm 1974.
Năm 1974 cuộc tìm kiếm pulsar là đối tượng chính của các nhà thiên văn vô tuyến, nhưng một bất ngờ khác đã đến vào mùa hè năm đó khi Russell Alan Hulse và Joseph Hooton Taylor, Jr. đã chú ý đến sự điều biến chu kì của tần số các xung của một pulsar mới được phát hiện gọi là PSR 1913+16. Đó chính là pulsar đôi đầu tiên được ghi nhận, nó được đặt tên như vậy bởi vì sao neutron phát ra sóng radio là một thành phần trong một hệ sao đôi có kích thước gần bằng nhau. Các quan sát trên 20 năm về hệ sao này cho thấy bằng chứng của sóng hấp dẫn. Sự suy giảm của tần số quay rất phù hợp với các tính toán dựa trên lý thuyết của Einstein về mất mát năng lượng gây ra do phát ra sóng hấp dẫn. Hulse và Taylor chia nhau giải Nobel vật lý vào năm 1993. Tuy vậy việc thu trực tiếp sóng hấp dẫn trên Trái Đất vẫn chưa được thực hiện.

### Từ đơn giản đến phức tạp

#### Hạt nhân nguyên tử
Để đơn giản hóa, người ta coi hạt nhân nguyên tử, theo một phép gần đúng bậc một, được tạo thành từ các hạt nucleon. Mô hình đầu tiên về cấu trúc hạt nhân là mô hình các lớp hạt nhân do Maria Goeppert-Mayer và Johannes D. Jensen đưa ra vào cuối những năm 1940. Họ nhận thấy rằng ít nhất đối với các hạt nhân với hình gần như hình cầu thì các nucleon bên ngoài cùng cũng lấp đầy các mức năng lượng giống như các điện tử trong nguyên tử. Tuy vậy, trật tự của các nucleon lại khác với các điện tử và được xác định bởi một thế năng chung và bởi sự kết cặp spin-quỹ đạo rất mạnh của các lực hạt nhân. Mô hình của họ giải thích tại sao hạt nhân lại đặc biệt ổn định với một số xác định (con số kì diệu) các proton. Họ chia nhau giải Nobel vật lý năm 1963 cùng với Eugene Wigner, người đã công thức hóa các nguyên lý đối xứng cơ bản rất quan trọng trong vật lý hạt nhân và vật lý hạt.
Hạt nhân có số nucleon khác với con số kì diệu thì lại không phải là hình cầu. Niels Bohr đã từng nghiên cứu mô hình giọt chất lỏng áp dụng cho các hạt nhân bị biến dạng như vậy (có thể có dạng hình e-líp), vào năm 1939 người ta thấy rằng nếu kích thích các hạt nhân bị biến dạng mạnh có thể dẫn đến sự phân chia hạt nhân, tức là hạt nhân bị phá vỡ thành hai mảnh lớn. Otto Hahn nhận giải Nobel hóa học năm 1944 cho phát hiện quá trình mới này. Hình phi cầu của hạt nhân biến dạng sinh thêm các bậc tự do cũng giống như sự dao động tập thể của các hạt nhân. James Rainwater, Aage Bohr (con trai của Niels Bohr) và Ben Mottelson đã phát triển các mô hình miêu tả các kích thích hạt nhân và họ cùng nhận giải Nobel vật lý năm 1975.
Các mô hình về hạt nhân được nhắc đến trên đây không chỉ dựa trên các nguyên lý chung, có tính định hướng mà còn dựa trên các thông tin ngày càng tăng về phổ hạt nhân. Harold C. Urey đã phát hiện ra deuterium, một đồng vị nặng của hydrogen và, vì thế, ông được trao giải Nobel về hóa học vào năm 1934. Fermi, Lawrence, Cockcroft và Walton, được nhắc đến ở phần trước, đã phát triển các phương pháp để tạo ra các đồng vị hạt nhân không bền. Edwin M. McMillan và Glenn T. Seaborg nhận giải Nobel hóa học năm 1951 vì đã mở rộng bảng đồng vị hạt nhân tới các nguyên tố nặng nhất. Năm 1954, Walther Bothe và Max Born (được nhắc đến ở trên) nhận giải Nobel vật lý vì phát triển phương pháp trùng hợp cho phép những người nghiên cứu quang phổ có thể lựa chọn các chuỗi bức xạ hạt nhân có liên quan từ phân rã hạt nhân.

#### Nguyên tử
Một bài toán có từ lâu vẫn chưa được giải quyết là các vấn đề toán học liên quan đến các tương tác lẫn nhau giữa các điện tử sau khi tính đến lực hút của các hạt nhân mang điện tích dương. Một khía cạnh của vấn đề này đã được đề cập bởi một trong những người đạt giải Nobel hóa học mới đây (1998), đó là Walter Kohn. Ông đã phát triển phương pháp hàm mật độ có thể áp dụng vào các nguyên tử tự do cũng như áp dụng cho các điện tử trong các phân tử và trong chất rắn.
Vào đầu thế kỉ 20, bảng tuần hoàn nguyên tố hóa học vẫn chưa hoàn thiện. Lịch sử ban đầu của giải Nobel bao gồm các phát hiện một số các nguyên tố còn thiếu. Lord Rayleigh đã chú ý đến những dị thường về khối lượng nguyên tử tương đối khi các mẫu oxy và nitơ được tách trực tiếp từ không khí quanh ta chứ không phải tách chúng từ các thành phần hóa học. Ông kết luận rằng khí quyển phải có chứa thành phần chưa biết, đó là nguyên tố argon, có khối lượng nguyên tử là 20. Ông nhận giải Nobel vật lý năm 1904, cùng năm với Sir William Ramsay nhận giải Nobel hóa học vì đã tách được nguyên tố heli.
Trong nửa cuối của thế kỉ 20, đã có một sự phát triển vượt bậc về phổ và độ chính xác nguyên tử, mà nhờ đó người ta có thể đo được các dịch chuyển giữa các trạng thái nguyên tử, hoặc phân tử, rơi vào vùng vi sóng hoặc vùng ánh sáng khả kiến. Vào những năm 1950, Alfred Kastler (giải Nobel năm 1966) và các đồng nghiệp cho thấy các điện tử trong các nguyên tử có thể được đặt vào các trạng thái kích thích lọc lựa bằng các sử dụng ánh sáng phân cực. Sau phân rã phóng xạ, ánh sáng phân cực cũng có thể làm cho spin của các nguyên tử ở trạng thái cơ bản định hướng.
Cảm ứng dịch chuyển tần số vô tuyến đã mở ra các khả năng đo một cách chính xác hơn trước rất nhiều các tính chất của các trạng thái bị lượng tử hóa của các điện tử trong nguyên tử. Một hướng phát triển song song đã dẫn đến việc phát hiện ra maser và laser dựa trên khuếch đại phát xạ kích thích sóng vô tuyến trong các trường sóng điện từ ở vùng vi sóng và khả kiến – các hiệu ứng mà về mặt nguyên lý đã được tiên đoán từ các phương trình của Einstein vào năm 1917 nhưng đã không được quan tâm đặc biệt cho đến tận đầu những năm 1950.
Charles H. Townes đã phát triển maser đầu tiên vào năm 1958. Nikolay G. Basov và Aleksandr M. Prokhorov đã thực hiện công trình lý thuyết về nguyên lý maser. Maser đầu tiên sử dụng một dịch chuyển kích thích trong phân tử ammonium. Nó đã phát ra bức xạ vi sóng mạnh không giống như các bức xạ tự nhiên (với các quang tử có các pha khác nhau). Độ sắc nét của tần số của maser ngay lập tức trở thành một công cụ quan trọng trong kĩ thuật, xác định thời gian và các mục đích khác. Townes nhận nửa giải Nobel vật lý năm 1964, Basov và Prokhorov chia nhau một nửa giải còn lại.
Đối với bức xạ khả kiến, sau này laser được phát triển trong một số phòng thí nghiệm. Nicolaas Bloembergen và Arthur L. Schawlow được nhận nửa giải Nobel năm 1981 cho công trình nghiên cứu về phổ laser chính xác của các nguyên tử và phân tử. Một nửa giải của năm đó được trao cho Kai M. Siegbahn (con trai của Manne Siegbahn), người đã phát triển một phương pháp có độ chính xác cao trong việc xác định phổ nguyên tử và phân tử dựa vào các điện tử phát ra từ các lớp điện tử bên trong khi bị tác động của chùm tia X có năng lượng đã được xác định. Phổ điện tử của ông được sử dụng làm công cụ phân tích trong rất nhiều ngành của vật lý và hóa học.
Norman F. Ramsey đã phát triển các phương pháp chính xác dựa trên sự hưởng ứng của các điện tử tự do trong chùm nguyên tử với trường điện từ tần số vô tuyến, Wolfgang Paul đã phát minh ra các bẫy nguyên tử tạo thành từ các điện trường và từ trường tác động lên toàn bộ thể tích mẫu. Nhóm nghiên cứu của Hans G. Dehmelt là những người đầu tiên cách ly được các hạt riêng lẻ (trong trường hợp này là các phản điện tử) cũng như là các nguyên tử riêng lẻ trong các bẫy như vậy. Lần đầu tiên, các nhà thực nghiệm có thể "giao tiếp" được với các nguyên tử riêng biệt bằng các tín hiệu vi sóng và laser. Điều này cho phép nghiên cứu các khía cạnh mới của tính chất cơ học lượng tử và làm tăng độ chính xác hơn nữa trong việc xác định tính chất nguyên tử và chuẩn hóa thời gian. Paul và Dehmelt nhận một nửa giải Nobel năm 1989 và nửa còn lại được trao cho Ramsey.
Bước cuối cùng trong tiến bộ này là làm cho các nguyên tử trong các bẫy như vậy chuyển động chậm đến mức, ở trạng thái cân bằng nhiệt trong môi trường khí, chúng có thể tương ứng với nhiệt độ chỉ vài micro Kenvin. Điều đó được thực hiện bằng cách cho chúng vào để làm nguội bằng laser thông qua một tập hợp các hệ thống được thiết kế rất thông minh do Steven Chu, Claude Cohen-Tannoudji và William D. Phillips thực hiện khi nhóm này nghiên cứu thao tác lên các nguyên tử thông qua quá trình va chạm với các quang tử laser. Công trình của họ được nhìn nhận bằng giải Nobel năm 1997.

#### Phân tử và plasma
Các phân tử tạo thành từ các nguyên tử. Chúng tạo ra mức phức tạp tiếp theo khi nghiên cứu các hệ nhiều hạt. Nhưng các nghiên cứu phân tử thường được coi như một nhánh của hóa học và hiếm khi được trao giải Nobel về vật lý. Chỉ có một ngoại lệ đó là công trình của Johannes Diderik van der Waals, ông đã đưa ra các phương trình trạng thái của các phân tử cho chất khí khi tính đến tương tác lẫn nhau giữa các phân tử và sự giảm thể tích tự do gây ra bởi kích thước hữu hạn của chúng. Các phương trình van der Waals là những điểm rất quan trọng trong việc miêu tả quá trình ngưng tụ của các chất khí thành chất lỏng. Ông nhận giải Nobel vật lý năm 1910. Jean B. Perrin nghiên cứu chuyển động của các hạt nhỏ phân tán trong nước và nhận giải Nobel năm 1926. Nghiên cứu của ông cho phép khẳng định lý thuyết thống kê của Einstein về chuyển động Brown cũng như các định luật điều khiển quá trình cân bằng của các hạt phân tán trong chất lỏng khi chịu tác dụng của trọng lực.
Năm 1930, Sir C. Venkata Raman nhận giải Nobel vật lý cho các quan sát của ông chứng tỏ rằng ánh sáng tán xạ từ các phân tử bao gồm các thành phần có tần số bị dịch chuyển tương ứng với ánh sáng đơn sắc. Sự dịch chuyển này gây bởi sự tăng hoặc giảm năng lượng đặc trưng của phân tử khi chúng thay đổi chuyển động quay hoặc dao động. Phổ Raman nhanh chóng trở thành nguồn thông tin quan trọng cung về cấu trúc và động học phân tử.
Plasma là trạng thái khí của vật chất trong đó các nguyên tử hoặc phân tử bị ion hóa rất mạnh. Lực điện từ giữa các ion dương và giữa các ion và điện tử đóng một vai trò nổi trội, điều này làm tăng tính phức tạp khi nghiên cứu plasma so với nguyên tử hoặc phân tử trung tính. Năm 1940, Hannes Alfvén đã chứng minh rằng một loại chuyển động tập thể mới, gọi là sóng từ-thủy động lực học có thể được sinh ra trong các hệ plasma. Các sóng này đóng một vai tròn quan trọng xác định tính chất của plasma, trong phòng thí nghiệm cũng như trong khí quyển Trái Đất và trong vũ trụ. Alfvén nhận nửa giải Nobel năm 1970.

#### Vật lý chất rắn

##### Cấu trúc tinh thể
Các tinh thể được đặc trưng bởi sự sắp xếp đều đặn của các nguyên tử. Sau khi phát hiện ra tia X không lâu, Max von Laue nhận thấy rằng, các tia X bị tán xạ khi đi qua các tinh thể chất rắn giống như ánh sáng đi qua một cách tử quang học. Có hiện tượng này là do bước sóng của tia X thông thường trùng với khoảng cách giữa các nguyên tử trong chất rắn. Sir William Henry Bragg (cha) và William Lawrence Bragg (con) lần đầu tiên dùng tia X để đo khoảng cách giữa các nguyên tử và phân tích sự sắp xếp hình học của các nguyên tử trong các tinh thể đơn giản. Vì các công trình tiên phong trong việc nghiên cứu tinh thể học bằng tia X, họ được trao giải Nobel vật lý, Laue năm 1914 và cha con Bragg năm 1915.
Cấu trúc của tinh thể là trạng thái ổn định nhất trong nhiều trạng thái rắn mà nguyên tử có thể được sắp xếp tại nhiệt độ và áp suất thông thường. Vào những năm 1930, Percy W. Bridgman đã phát minh ra các dụng cụ mà nhờ đó có thể nghiên cứu sự thay đổi cấu trúc tinh thể, tính chất điện, từ, nhiệt của chất rắn dưới áp suất cao. Rất nhiều tinh thể thể hiện các chuyển pha dưới các điều kiện đặc biệt như vậy. Sự sắp xếp hình học của các nguyên tử bị thay đổi đột ngột tại áp suất nhất định. Bridgman nhận giải Nobel vật lý năm 1946 cho các phát minh trong lĩnh vực vật lý áp suất cao.
Vào những năm 1940, nhờ sự phát triển của các máy phản ứng phân rã hạt nhân, các nhà thực nghiệm có thể thu được các neutron năng lượng thấp. Người ta cũng thấy rằng, giống như tia X, các neutron cũng rất hiệu quả trong việc xác định cấu trúc tinh thể bởi vì bước sóng de Broglie của hạt nhân cũng cỡ khoảng cách giữa các nguyên tử trong chất rắn. Clifford G. Shull đã có nhiều đóng góp cho sự phát triển kĩ thuật nhiễu xạ neutron trong việc xác định cấu trúc tinh thể, và cũng cho cho biết rằng, sự sắp xếp của các mô men từ nguyên tử trong các vật liệu có trật tự từ có thể làm tăng nhiễu xạ neutron, cung cấp một công cụ rất mạnh để xác định cấu trúc từ.
Shull nhận giải Nobel vật lý năm 1994 cùng với Bertram N. Brockhouse, chuyên gia về một khía cạnh khác của tán xạ neutron trên chất rắn: khi các neutron kích thích kiểu dao động tử mạng trong tinh thể gây ra suy giảm năng lượng. Do đó, Brockhouse đã phát triển máy phổ neutron 3 chiều, nhờ đó có thể thu được toàn vẹn các đường cong tán sắc (năng lượng của dan động tử mạng là một hàm của véc tơ sóng). Các đường cong tương tự có thể thu được đổi với dao động tử từ (magnon).

##### Tính chất từ của chất rắn
John H. Van Vleck có đóng góp đặc biệt cho lý thuyết từ học trong chất rắn vào những năm sau khi cơ học lượng tử ra đời. Ông đã tính toán các ảnh hưởng của liên kết hóa học lên các nguyên tử thuận từ và giải thích sự phụ thuộc vào nhiệt độ và từ trường ngoài của tính chất từ. Đặc biệt ông đã phát triển lý thuyết trường tinh thể của các hợp chất của các kim loại chuyển tiếp, đó là điều vô cùng quan trọngtrong việc tìm hiểu các tâm hoạt động trong các hợp chất dùng cho vật lý laser cũng như sinh học phân tử. Ông cùng nhận giải Nobel vật lý với Philip Warren Anderson và Sir Neville Francis Mott (xem dưới đây).
Các nguyên tử từ có thể có các mô men từ sắp xếp theo cùng một phương trong một thể tích nhất định (vật liệu như vậy được gọi là vật liệu sắt từ), hoặc các mô men có cùng độ lớn nhưng lại sắp xếp đan xen thuận rồi đến nghịch (vật liệu nghịch từ, vật liệu phản sắt từ), hoặc sắp xếp đan xen nhưng độ lớn lại khác nhau (vật liệu ferri từ). Louis E. F. Néel đã đưa ra các mô hình cơ bản miêu tả các vật liệu phản sắt từ và ferri từ, đó là các thành phần quan trọng trong nhiều dụng cụ chất rắn. Các vật liệu đó được nghiên cứu rất nhiều bằng kĩ thuật nhiễu xạ neutron đã nói trên đây. Néel nhận một nửa giải Nobel vật lý năm 1970.
Trật tự của các nguyên tử trong tinh thể chất rắn cũng như rất nhiều loại trật tự từ khác nhau là những ví dụ của các hiện tượng trật tự nói chung trong tự nhiên khi các hệ tìm thấy sự sắp xếp sao cho có lợi về mặt năng lượng bằng cách chọn những trạng thái đối xứng nhất định. Các hiện tượng tới hạn, là các hiện tượng mà tính đối xứng sắp bị thay đổi (ví dụ khi nhiệt độ thay đổi chẳng hạn), có tính phổ quát cao cho các loại chuyển pha khác nhau, mà trong đó bao gồm cả chuyển pha từ. Kenneth G. Wilson, người nhận giải Nobel vật lý năm 1982, đã phát triển một lý thuyết gọi là lý thuyết tái chuẩn hóa cho các hiện tượng tới hạn liên hệ với các chuyển pha, một lý thuyết còn được ứng dụng trong lý thuyết trường của vật lý hạt cơ bản.
Năm 2007, giải Nobel Vật lý được trao Albert Fert và Peter Grunberg cho thành tựu phát minh ra hiệu ứng từ điện trở khổng lồ, một hiệu ứng quan trọng cho sự phát triển của kỹ thuật máy tính, và là nền tảng cho một ngành mới ra đời là spintronics.

##### Tinh thể lỏng
Các tinh thể lỏng tạo ra một lớp vật liệu đặc biệt có rất nhiều đặc tính lý thú, trên cả quan điểm tương tác cơ bản trong chất rắn cũng như các ứng dụng kĩ thuật. Pierre-Gilles de Gennes đã phát triển lý thuyết cho tinh thể lỏng và sự chuyển giữa các pha có độ trật tự khác nhau. Ông cũng sử dụng cơ học thống kê để mô tử sự sắp xếp và động lực học của các chuỗi polymer, và bằng cách đó cho thấy rằng các phương pháp được phát triển cho các hiện tượng trật tự trong các hệ đơn giản có thể được khái quát hóa cho các hệ phức tạp có mặt trong chất rắn mềm. Vì đóng góp đó, ông nhận giải Nobel vật lý năm 1991.
Một dạng chất lỏng đặc biệt đã được quan tâm nghiên cứu đó là chất lỏng heli. Tại áp suất thông thường, heli là chất hóa lỏng ở nhiệt độ thấp nhất. heli cũng có hiệu ứng đồng vị mạnh nhất, từ heli (4) hóa lỏng ở nhiệt độ 4,2 Kelvin, cho đến heli (3) hóa lỏng ở nhiệt độ 3,2 Kelvin. Heike Kamerlingh Onnes là người đầu tiên hóa lỏng heli vào năm 1909. Ông nhận giải Nobel vật lý năm 1913 cho các kết quả của heli lỏng và cho các nghiên cứu của ông về tính chất của vật chất tại nhiệt độ thấp. Lev D. Landau đã đưa ra các khái niệm cơ bản (ví dụ như chất lỏng Landau) liên quan đến các hệ nhiều hạt trong chất rắn và áp dụng các khái niệm đó vào lý thuyết heli lỏng để giải thích các hiện tượng đặc biệt của heli (4) như là hiện tượng siêu chảy (xem dưới đây), kích thích roton và các hiện tượng âm học. Ông được trao giải Nobel năm 1962.

##### Tại nhiệt độ cực thấp
Vào những năm 1920 và 1930, Pyotr L. Kapitsa đã phát triển một số kĩ thuật thực nghiệm để thực hiện và nghiên cứu các hiện tượng ở nhiệt độ thấp. Ông nghiên cứu nhiều khía cạnh của heli (4) lỏng và cho thấy rằng heli lỏng có tính siêu chảy (tức là chảy không có ma sát) khi nhiệt độ thấp hơn 2,2 Kelvin. Sau này hiện tượng siêu chảy được hiểu là sự thể hiện của mối liên hệ lượng tử giữa hiện tượng ngưng tụ Bose-Einstein (được tiên đoán bằng lý thuyết vào năm 1920) và nhiều tính chất giống như trạng thái siêu dẫn của điện tử trong một số chất dẫn điện đặc biệt. Kapitsa được trao một nửa giải Nobel vật lý năm 1978. Năm 2001, Eric A. Cornell và Carl E. Wieman đã quan sát hiện tượng ngưng tụ Bose-Einstein khi làm lạnh 2000 nguyên tử rubidium đến nhiệt độ chỉ bằng 2 phần tỉ độ trên nhiệt độ không tuyệt đối. Độc lập với hai nhà vật lý trên, Wolfgang Ketterle đã thực hiện các thí nghiệm với nguyên tử natri và ông đã tiến hành với một số nguyên tử lớn hơn và thu được nhiều kết quả hơn. Ông chứng minh rằng hai trạng thái ngưng tụ có thể lan truyền vào nhau và do đó giao thoa với nhau giống như giao thoa của sóng nước khi chúng ta ném hai hòn đá giống nhau xuống nước cùng một lúc. Ketterle tạo ra một luồng các hạt ngưng tụ có tính chất giống laser nhưng khác ở chỗ laser loại này được tạo thành từ hạt vật chất chứ không phải tại thành từ hạt ánh sáng.
heli (3) thì lại thể hiện các hiện tượng đặc biệt, vì mỗi hạt nhân heli có spin khác không chứ không giống như heli (4). Do đó, nó giống như là các hạt fermion và không bị ngưng tụ Bose-Einstein như các hạt boson. Tuy vậy, giống như các vật liệu siêu dẫn (xem dưới đây), các cặp hạt có spin bán nguyên có thể tạo thành các hạt giả boson và có thể bị ngưng tụ gây nên trạng thái siêu chảy. Hiện tượng siêu chảy của heli (3) xảy ra tại nhiệt độ thấp hơn của heli (4) hàng ngàn lần và đã được David M. Lee, Douglas D. Osheroff và Robert C. Richardson phát hiện ra, họ nhận giải Nobel vật lý năm 1996. Họ đã quan sát thấy các pha siêu chảy khác nhau cho thấy cấu trúc xoáy phức tạp và các hiện tượng lượng tử rất thú vị.

##### Phát xạ điện tử của chất rắn
Các điện tử trong chất rắn có thể bị định xứ ở xung quanh các nguyên tử của chúng trong các chất cách điện, hoặc chúng có thể chuyển động qua lại giữa các vị trí của các nguyên tử trong các chất dẫn điện hoặc chất bán dẫn. Vào đầu thế kỉ 20, người ta biết rằng các kim loại có thể phát ra các điện tử khi bị nung nóng, nhưng người ta không biết điện tử phát ra là do bị kích thích nhiệt hay là do các tương tác hóa học với môi trường khí xung quanh. Bằng các thực nghiệm tiến hành trong môi trường có chân không cao, cuối cùng, Owen W. Richardson đã xác định rằng sự phát xạ của điện tử là do hiệu ứng nhiệt và ông cũng thiết lập định luật phân bố của các điện tử theo vận tốc. Và do đó, Richardson nhận giải Nobel năm 1928.

##### Siêu dẫn
Năm 1911, Heike Kamerlingh Onnes đã thấy rằng điện trở của thủy ngân giảm xuống nhỏ hơn một phần tỷ giá trị bình thường khi bị làm lạnh thấp hơn một nhiệt độ chuyển pha Tc khoảng 4 Kelvin. Như được nhắc ở phần trên, ông đã nhận giải Nobel năm 1913. Tuy vậy, một thời gian dài người ta không hiểu tại sao các điện tử có thể chuyển động mà không bị cản trở trong các chất siêu dẫn tại nhiệt độ thấp. Nhưng vào đầu những năm 1960, Leon N. Cooper, John Bardeen và J. Robert Schrieffer đã đưa ra lý thuyết dựa trên ý tưởng là các cặp điện tử (có spin và hướng chuyển động ngược nhau) có thể giảm một lượng năng lượng Eg bằng cách chia sẻ một cách chính xác cùng một độ biến dạng của mạng tinh thể khi chúng chuyển động. Các cặp Cooper này hành động giống như các hạt boson. Sự tạo cặp này cho phép chúng chuyển động như một chất lỏng liên kết, không bị ảnh hưởng khi các kích thích nhiệt (có năng lượng là kT) nhỏ hơn năng lượng tạo thành khi kết cặp (Eg). Lý thuyết BCS này được trao giải Nobel vật lý năm 1972.
Đột phá trong việc hiểu cơ sở cơ học năng lượng này dẫn đến các tiến bộ trong các mạch siêu dẫn: Brian D. Josephson đã phân tích sự dịch chuyển của các hạt tải điện giữa hai kim loại siêu dẫn được ngăn cách bởi một lớp vật liệu dẫn điện thường rất mỏng. Ông tìm thấy rằng pha lượng tử xác định tính chất dịch chuyển là một hàm dao động của điện thế bên ngoài đặt lên chuyển tiếp này. Hiệu ứng Josephson có các ứng dụng quan trọng trong các phép đo chính xác vì nó thiết lập mối liên hệ giữa điện thế và tần số. Josephson nhận một nửa giải Nobel vật lý năm 1973. Ivar Giaever, người đã phát minh và nghiên cứu các tính chất chi tiết của chuyển tiếp đường ngầm này (một hệ thống điện tử dựa trên chất siêu dẫn) chia nhau nửa giải còn lại với Leo Esaki cho công trình nghiên cứu về hiệu ứng đường ngầm trong chất bán dẫn (xem dưới đây). Giải Nobel vật lý năm 2003 được trao cho Alexei A. Abrikosov, Vitaly L. Ginzburg và Anthony J. Leggett vì có những đóng góp để cải thiện hiểu biết của con người về hiện tượng siêu dẫn và siêu lỏng.
Mặc dầu có khá nhiều các hợp kim và hợp chất siêu dẫn được phát hiện trong khoảng 75 năm sau phát hiện của Kamerlingh-Onnes, hiện tượng siêu dẫn mãi được xem như là hiện tượng chỉ xảy ra tại nhiệt độ thấp, với nhiệt độ chuyển pha siêu dẫn thấp hơn 20 Kelvin. Cho nên khi J. Georg Bednorz và K. Alexander Müller cho thấy rằng oxide lanthan-đồng có pha thêm bari có nhiệt độ chuyển pha là 35 Kelvin thì mọi người rất ngạc nhiên. Và ngay sau đó, các phòng thí nghiệm khác công bố các hợp chất có cấu trúc tương tự như thế có tính siêu dẫn ở nhiệt độ khoảng 100 Kelvin. Phát hiện về siêu dẫn nhiệt độ cao này khởi động một làn sóng trong vật lý hiện đại: tìm hiểu có chế có bản cho tính siêu dẫn của các vật liệu đặc biệt này. Bednorz and Müller nhận giải Nobel năm 1987.

##### Tính chất điện của chất rắn
Chuyển động của các điện tử trong kim loại ở trạng thái dẫn điện bình thường đã được mô hình hóa về lý thuyết đến một độ phức tạp chưa từng có từ khi có mặt của cơ học lượng tử. Một trong những bước tiến lớn ban đầu là việc đưa vào khái niệm sóng Bloch, hàm sóng được lấy tên của nhà vật lý Felix Bloch (người nhận nửa giải Nobel vật lý năm 1952 cho công trình nghiên cứu về cộng hưởng từ). Một khái niệm quan trọng nữa là chất lỏng điện tử trong các chất dẫn điện do Lev Landau (xem phần heli lỏng). Philip Warren Anderson đã có những đóng góp quan trọng vào lý thuyết cấu trúc điện tử của các kim loại, đặc biệt là các bất đồng nhất trong các hợp kim và các nguyên tử từ tạp chất trong các kim loại. Neville Francis Mott đã nghiên cứu các điều kiện chung cho tính dẫn điện của điện tử trong chất rắn và đưa ra các công thức xác định các điểm mà một chất bán dẫn biến thành một chất dẫn điện (chuyển pha Mott) khi thành phần hoặc các thông số bên ngoài bị thay đổi. Anderson và Mott chia nhau một nửa giải Nobel năm 1977 và một nửa giải được trao cho John H. Van Vleck cho các nghiên cứu lý thuyết về cấu trúc điện tử của các hệ từ và mất trật tự.

##### Tính chất nhiệt của chất rắn
Một giải Nobel vật lý trước đây (1920) đã được trao cho Charles E. Guillaume cho phát hiện cho thấy rằng giãn nở nhiệt của một số thép-nikel (hợp kim được gọi là invar) bằng không. Giải Nobel này được trao chủ yếu bởi tầm quan trọng của các hợp kim invar trong các phép đo chính xác được dùng trong vật lý, ngành đo đạc và đặc biệt là thước mét chuẩn được đặt ở Paris. Các hợp kim này được dùng rất rộng rãi trong các dụng cụ có độ chính xác cao như là đồng hồ,... Các cơ sở lý thuyết về sự phụ thuộc vào nhiệt độ của độ giãn nở chỉ mới được giải thích gần đây. Và mới đây (1998), Walter Kohn nhận giải Nobel hóa học cho các phương pháp của ông khi xử lý các tương quan trao đổi lượng tử, mà nhờ đó người ta có thể vượt qua các giới hạn trong tính toán cấu trúc điện tử trong chất rắn và các phân tử.

##### Chất bán dẫn
Trong các chất bán dẫn, độ linh động của các điện tử bị giảm đi rất mạnh do có sự tồn tại của vùng cấm năng lượng đối với các điện tử, gọi là các khe năng lượng. Sau khi người ta hiểu được vai trò cơ bản của các tạp chất cho điện tử và nhận điện tử trong silicon siêu sạch (và sau này còn có các vật liệu khác), các chất bán dẫn được sử dụng làm các bộ phận trong điện kĩ thuật. William B. Shockley, John Bardeen (xem thêm lý thuyết BCS) và Walter H. Brattain đã tiến hành các nghiên cứu cơ bản về siêu dẫn và đã phát triển transistor loại một. Đó là bình minh của kỉ nguyên linh kiện điện tử. Họ cùng nhận giải Nobel năm 1956.
Sau này Leo Esaki đã phát triển diode tunnel (diode đường ngầm), một linh kiện điện tử có điện trở vi phân âm, đó là một tính chất kĩ thuật rất thú vị. Nó tạo thành từ hai chất bán dẫn pha tạp loại n và loại p, có một đầu chuyển dư điện tử và một đầu khác thiếu điện tử. Hiệu ứng đường ngầm xuất hiện khi điện thế dịch lớn hơn khe năng lượng trong các chất bán dẫn. Ông chia giải Nobel vật lý năm 1973 với Brian D. Josephson.
Với kĩ thuật hiện đại, người ta có thể tạo các màng mỏng cấu trúc xác định từ các vật liệu bán dẫn và chúng thể tiếp xúc trực tiếp với nhau. Với cấu trúc không đồng nhất như vậy, con người không bị giới hạn vào các khe năng lượng trong các chất bán dẫn như silicon hoặc germani nữa. Herbert Kroemer đã phân tích lý thuyết về độ linh động của các điện tử và lỗ trống trong các chuyển tiếp không đồng nhất. Lý thuyết của ông dẫn đến việc tạo ra các transistor với các đặc trưng được cải tiến rất nhiều mà sau này gọi là HEMT (transistor có độ linh động điện tử cao). Các HEMT rất quan trọng đối với các linh kiện điện tử tốc độ cao ngày nay. Kroemer cũng giả thiết rằng các cấu trúc không đồng nhất kép có thể tạo điều kiện cho hoạt động của laser, cùng khoảng thời gian với Zhores I. Alferov đưa ra ý tưởng như thế. Sau này Alferov đã tạo ra laser bán dẫn xung đầu tiên vào năm 1970. Sự kiện này là điểm khởi đầu của kỉ nguyên các dụng cụ quang điện hiện này đang dùng trong các diode laser, đầu đọc đĩa CD, đầu đọc mã vạch và cáp quang viễn thông. Và gần đây, Alferov và Kroemer chia nhau một nửa giải Nobel vật lý năm 2000, nửa giải còn lại về tay Jack S. Kilby, đồng phát minh mạch điện tử tích hợp (xem phần sau Vật ly và Kĩ thuật).
Khi áp một thế điện cực lên các hệ cấu trúc không đồng nhất, người ta có thể tạo ra các màng ngược, trong đó các hạt tải điện chỉ chuyển động trong không gian hai chiều. Các màng như vậy lại hóa ra có các tính chất rất thú vị và kì lạ. Năm 1982, Klaus von Klitzing phát hiện ra hiệu ứng Hall lượng tử. Khi một từ trường mạnh đặt vuông góc với mặt phẳng của màng giả hai chiều, thì các điều kiện lượng tử lại không tăng một cách tuyến tính với sự tăng của từ trường mà lại tăng một cách nhảy bậc ở biên của mẫu. Điện trở Hall giữa các bậc này có giá trị h/ie2 trong đó i là các số nguyên tương ứng với các quỹ đạo điện tử bị lượng tử hóa. Hiệu ứng này cho phép có thể đo tỉ số giữa các hằng số cơ bản rất chính xác, nó có hệ quả quan trọng trong kĩ thuật đo lường, von Klitzing nhận giải Nobel vật lý năm 1985.
Một ngạc nhiên nữa đến ngay sau khi Daniel C. Tsui và Horst L. Störmer thực hiện các nghiên cứu kĩ hơn về hiệu ứng Hall lượng tử sử dụng các màng ngược trong các vật liệu siêu sạch. Trạng thái ổn định xuất hiện trong hiệu ứng Hall không chỉ đối với từ trường tương ứng với sự lấp đầy của các quỹ đạo bởi một, hai, ba v.v. giá trị điện tích của điện tử mà còn đối với các điện tích không nguyên! Điều này chỉ có thể được hiểu dựa vào một khái niệm về chất lỏng lượng tử mới mà ở đó chuyển động của các điện tử độc lập có điện tích e được thay thế bởi các kích thích trong một hệ nhiều hạt mà hệ này cư xử (trong một từ trường mạnh) như thể các điện tích có giá trị e/3, e/5,... tham gia vào. Robert B. Laughlin phát triển lý thuyết miêu tả trạng thái mới của vật chất này và chia giải Nobel vật lý năm 1998 với Tsui and Störmer.

##### Hiệu ứng Mossbauer
Đôi khi các phát hiện trong một lĩnh vực của vật lý lại hóa ra có các ứng dụng quan trọng trong các lĩnh vực vật lý khác. Một ví dụ liên quan đến vật lý chất rắn đó là quan sát của Rudolf L. Mössbauer vào cuối những năm 1950. Hạt nhân của nguyên từ hấp thụ có thể bị kích thích cộng hưởng bởi các tia gamma phát ra từ các nguyên tử phát xạ được chọn một cách hợp lý khi các nguyên tử trong cả hai trường hợp được bắn ra sao cho sự giật lùi của chúng loại trừ nhau. Năng lượng bị lượng tử hóa của hạt nhân trong điện từ trượng nội của chất rắn đó có thể được xác định vì năng lượng đó tương ứng với các vị trí khác nhau của sự cộng hưởng mà sự cộng hưởng này rất sắc nét. Hiệu ứng Mössbauer này là cơ sở của phổ Mossbauer, nó trở nên quan trọng trong việc xác định cấu trúc điện từ của nhiều vật liệu và Mössbauer nhận một nửa giải Nobel vật lý năm 1961 cùng với R. Hofstadter.

### Vật lý và kỹ thuật
Giải Nobel 1912 đã được trao cho Nils Gustaf Dalén cho phát minh về van mặt trời tự động được dùng rộng rãi trong các cột mốc và phao trong ngành hàng hải. Phát minh đó dựa trên sự khác nhau về bức xạ nhiệt từ các vật có độ phản xạ ánh sáng khác nhau. Hiệu ứng này được dùng để ngắt nguồn cấp khí tự động vào ban ngày và làm giảm nhiều nhu cầu bảo dưỡng trên biển.
Khoảng đầu thế kỉ 20, Gabriel Lippmann đã phát triển một phương pháp chụp ảnh màu sử dụng hiệu ứng giao thoa ánh sáng. Phương pháp của Lippmann mất nhiều thời gian phơi sáng. Sau này phương pháp đó bị thay thế bởi các kĩ thuật nhiếp ảnh khác nhưng nó lại có nhiều ứng dụng trong kĩ thuật tạo ảnh ba chiều chất lượng cao.
Trong hiển vi quang học, Frits Zernike cho thấy rằng thậm chí các vật hấp thụ bức xạ rất yếu (trong suốt khi nhìn bằng mắt thường) có thể nhìn thấy được nếu chúng tạo thành từ những vùng có hệ số khúc xạ ánh sáng khác nhau. Trong kính hiển vi nhạy pha của Zernike, người ta có thể phân biệt các vệt sáng có pha bị thay đổi khi đi qua các vùng không đồng nhất. Kính hiển vi loại này có tầm quan trọng đặc biệt trong việc quan sát các mẫu sinh học. Zernike nhận giải Nobel vật lý năm 1953. Vào những năm 1940, Dennis Gabor đề ra nguyên lý ảnh ba chiều. Ông tiên đoán rằng nếu tia sáng tới có thể giao thoa với tia phản xạ từ một mảng hai chiều thì có thể tạo được một ảnh ba chiều của vật thể. Tuy vậy, việc thực hiện ý tưởng này phải đợi đến khi laser được phát hiện. Laser có thể cung cấp ánh sáng cố kết cần thiết cho quan sát hiện tượng giao thoa nói ở trên. Gabor nhận giải Nobel năm 1971.
Hiển vi điện tử có ảnh hưởng sâu rộng trên nhiều lĩnh vực khoa học tự nhiên. Ngay sau khi C. J. Davisson và G. P. Thomson phát hiện ra bản chất sóng của điện tử, người ta nhận thấy rằng bước sóng ngắn của điện tử năng lượng cao có thể làm tăng độ phân giải so với hiển vi quang học. Ernst Ruska tiến hành các nghiên cứu cơ bản về quang điện tử và thiết kế kính hiển vi điện tử truyền qua đầu tiên hoạt động vào những năm đầu của thập niên 1930. Ruska nhận một nửa giải Nobel vật lý vào năm 1986, nửa giải còn lại được chia đều cho Gerd Binnig và Heinrich Rohrer, hai người đã phát triển một phương pháp khác hẳn để thu được các bức ảnh với độ phân giải cực cao. Phương pháp của họ được ứng dụng trong nghiên cứu về mặt chất rắn và dựa trên hiệu ứng đường ngầm của các điện tử. Các điện tử của các nguyên tử ở một đầu kim loại rất nhọn có thể chui sang các nguyên tử trên bề mặt chất rắn khi đầu nhọn kim loại đó được di chuyển đến rất gần bề mặt (khoảng 1 nm). Bằng cách giữ cho dòng điện tử chui ngầm đó cố định và di chuyển đầu nhọn theo bề mặt chất rắn, người ta có thể có được bức ảnh ba chiều của bề mặt chất rắn cần nghiên cứu. Bằng phương pháp này, ta có thể nhìn thấy từng nguyên tử trên bề mặt.
Viễn thông là một trong những thành tựu kĩ thuật vĩ đại của thế kỉ 20. Vào những năm 1890, Guglielmo Marconi đã làm thí nghiệm với sóng điện từ của Heinrich Rudolf Hertz mới được phát hiện vào lúc đó. Ông là người đầu tiên liên lạc một trong những trạm phát sóng trên mặt đất với một ăng ten đặt trên cao có vai trò tương tự như một trạm thu sóng. Trong khi các thí nghiệm đầu tiên của Hertz được tiến hành trong phạm vi phòng thí nghiệm thì Marconi đã mở rộng khoảng cách truyền tín hiệu đến vài km. Carl Ferdinand Braun đưa mạch cộng hưởng vào các máy phát dao động của Hertz. Độ hòa âm và khả năng tạo các dao động mạnh không bị chặn làm tăng dải truyền sóng, vào năm 1901 Marconi đã thành công trong việc thu phát sóng vô tuyết vượt Đại Tây Dương. Marconi và Braun cùng nhận giải Nobel vật lý năm 1909. Vào thời điểm này, người ta vẫn không hiểu làm thế nào mà sóng vô tuyến có thể truyền với những khoảng cách xa. Sir Edward V. Appleton đã chứng minh bằng thực nghiệm rằng một giả thiết trước đó của Oliver Heaviside và Arthur Edwin Kennelly cho rằng sóng vô tuyến bị phản xạ giữa các lớp không khí có độ dẫn khác nhau trong khí quyển là đúng. Appleton đã đo giao thoa của sóng trực tiếp và sóng phản xạ với các bước sóng khác nhau và có thể xác định độ cao của các lớp Heaviside, hơn nữa ông còn tìm ra một lớp nữa cao hơn lớp Heaviside gọi là các lớp Appleton. Appleton nhận giải Nobel vật lý năm 1947.
Các tiến bộ trong vật lý hạt nhân và vật lý hạt phụ thuộc rất nhiều vào kĩ thuật cao (và đôi khi lại thúc đẩy kĩ thuật phát triển). Điều này được minh họa bằng các công trình của John Cockcroft và Ernest Walton cho việc phát triển máy gia tốc tĩnh điện tuyến tính và các công trình của Ernest Lawrence cho phát triển cyclotron tĩnh điện tuyến tính. Việc ghi nhận các hạt năng lượng cao cũng là một thử thách kĩ thuật, thành công trong vấn đề đó đã được ghi nhận bằng vài giải Nobel.
Giải Nobel vật lý năm 1958 được chia cho Pavel A. Cherenkov, Il'jia Frank và Igor Y. Tamm cho các phát hiện và giải thích của họ về hiệu ứng Cherenkov. Đó là sự phát xạ ánh sáng trong một nón có góc mở đặc biệt xung quanh hướng của hạt mang điện, khi vận tốc của nó vượt vận tốc ánh sáng trong môi trường mà nó chuyển động. Vì góc nón này có thể được sử dụng để xác định vận tốc của hạt, công trình của các nhà vật lý này nhanh chóng trở thành cơ sở cho sự phát triển các đầu thu rất hiệu quả.
Việc nhìn thấy đường đi của các hạt trong các phản ứng là cần thiết để giải thích các sự kiện xảy ra khi năng lượng cao. Các thí nghiệm ban đầu với năng lượng tương đối thấp sử dụng các vết để lại trên giấy ảnh. Charles T. R. Wilson đã phát triển một buồng, trong đó các hạt có thể nhìn thấy vì chúng để lại các vết do ion hóa khí. Trong buồng Wilson, khí có thể giãn nở rất nhanh, điều này làm giảm nhiệt độ và dẫn đến hóa đặc hơi xung quanh các điểm bị ion hóa, các hạt này có thể nhìn thấy khi chiếu sáng mạnh. Wilson nhận nửa giải Nobel vật lý năm 1927 với Arthur H. Compton.
Các bước tiến tiếp theo trên cùng hướng nghiên cứu nói trên đã được thực hiện khi Donald A. Glaser phát minh ra buồng bọt. Vào những năm 1950, các máy gia tốc đã đạt năng lượng từ 20 – 30 tỉ eV và các phương pháp thu hạt trước đó không còn phù hợp nữa; độ dài của các vết khí đã quá dài đối với buồng Wilson. Các hạt nhân nguyên tử trong buồng bọt (thường chứa hiđrô lỏng) được dùng như các cái bia, và vết do hạt tạo thành có thể được theo dõi. Tại nhiệt độ hoạt động, chất lỏng bị quá nóng và bất kì một hiện tượng gián đoạn nào, như vùng ion hóa, ngay lập tức hình thành các bọt nhỏ. Luis W. Alvarez đã tiến hành các cải tiến quan trọng đặc biệt là các cải tiến liên quan đến kĩ thuật ghi và phân tích dữ liệu. Công trình của ông đã đóng góp vào việc mở rộng số các hạt cơ bản, đặc biệt là các "cộng hưởng", cái sau này được hiểu là các trạng thái kích thích của các hệ gồm các quark và gluon. Glaser nhận giải Nobel vật lý năm 1960 và Alvarez năm 1968. Bước phát triển mới nhất về đầu thu các hạt này được nhìn nhận bằng một giải Nobel (1992) là công trình của Georges Charpak. Ông đã nghiên cứu chi tiết quá trình ion hóa trong chất khí và đã sáng tạo ra buồng dây, một đầu thu chứa khí trong đó các dây được bố trí dày đặc để thu các tín hiệu điện gần các điểm ion hóa, nhờ đó có thể quan sát được đường đi của hạt. Buồng dây và các biến thể của nó, buồng chiếu thời gian và một số tổ hợp tạo thành từ buồng dây/phát xung ánh sáng/Cherenkov tạo thành các hệ thống phức tạp cho phép tiến hành các nghiên cứu chọn lọc cho các hiện tượng cực hiếm (như việc hình thành các quark nặng), tín hiệu của các hiện tượng này thường bị lẫn trong các nền nhiễu mạnh của các tín hiệu khác.
Giải Nobel đầu tiên của thiên niên kỉ mới (2000) được trao cho Jack S. Kilby vì các thành tựu đặt nền tảng cho công nghệ thông tin hiện nay. Vào năm 1958, ông đã chế tạo mạch tích hợp đầu tiên mà trong đó các chi tiết điện tử được xây dựng trong một thực thể duy nhất tạo thành từ vật liệu bán dẫn, sau này gọi là các chip. Điều này mở ra con đường thu nhỏ kích thước và sản xuất hàng loạt các mạch điện tử. Kết hợp với việc phát triển các linh kiện dựa trên các cấu trúc không đồng nhất miêu tả trước đây (nhờ đó mà Alferov và Kroemer được nhận một nửa giải Nobel), mạch tích hợp dẫn đến cuộc cách mạng công nghệ thông tin đã thay đổi rất nhiều xã hội của chúng ta ngày nay.

## Ngoài lề
- Đặc điểm nổi bật của Giải Nobel Vật lý là các công trình nằm trong phần lý do trao giải thường đã được công bố trước đó rất lâu, trong một số trường hợp có thể lên tới hai hoặc ba thập kỷ, nhất là đối với các công trình, tiên đoán lý thuyết đòi hỏi có thực nghiệm kiểm chứng. Vì vậy tuổi trung bình khi nhận giải của 179 nhà khoa học (tính đến hết năm 2006) là khá cao, gần 53 tuổi. Cho đến nay, người nhiều tuổi nhất khi được trao Giải Nobel Vật lý là Roger Penrose vào năm 2020 khi đã 89 tuổi, đây cũng là kỉ lục về độ tuổi của một người được trao Giải Nobel nói chung. Roger Penrose được nhận giải vì những cho chứng minh sự hình thành của lỗ đen là một hệ quả tất yếu của thuyết tương đối tổng quát, đã được ông chứng minh từ năm 1965. Những trường hợp nhận giải muộn như Raymond Davis Jr. không phải là hiếm, có thể kể tới nhà Vật lý Raymond Davis Jr., ông nhận giải Nobel năm 2002 khi đã 88 tuổi, Vitaly Ginzburg được trao Giải Nobel Vật lý năm 2003 khi đã 87 tuổi cho nghiên cứu lý thuyết từ những năm 1950, hay Pyotr Leonidovich Kapitsa được trao giải năm 1978 khi đã 84 tuổi.
- Tuy nhiên cũng có một vài cá nhân ngoại lệ được trao giải khi còn rất trẻ, cho đến nay người ít tuổi nhất khi được nhận Giải Nobel Vật lý là William Lawrence Bragg, ông được trao giải năm 1915 khi mới 25 tuổi, là một trong những người trẻ nhất từng được trao Giải Nobel. William Bragg được đồng trao giải cùng chính cha của ông là William Henry Bragg, đây là một trong số ba cặp cha con cùng được trao giải Nobel, hai cặp cha con còn lại là Niels Bohr (bố, trao năm 1922) - Aage Bohr (con, trao năm 1975) và J. J. Thomson (bố, trao năm 1906) - George Paget Thomson (con, trao năm 1937). Ngoài ra còn một cặp vợ chồng cùng được trao giải này là Pierre Curie và Maria Skłodowska-Curie, hai người nhận Giải Nobel Vật lý năm 1903. Cũng cần biết thêm rằng gia đình nhà Curie là gia đình nhận nhiều giải Nobel nhất cho tới nay với 4 người, ngoài ông bà Pierre và Marie Curie, con gái của hai người là Irène Joliot-Curie và chồng bà là Frédéric Joliot-Curie cũng được trao Giải Nobel Hóa học năm 1935.
- Người được trao giải muộn nhất sau khi công bố công trình có lẽ là nhà Vật lý người Canada Bertram Brockhouse, ông được trao Giải Nobel Vật lý năm 1994 cho những nghiên cứu về Vật lý chất rắn từ những năm 1950, tức là sau khoảng 40 năm Brockhouse mới được tưởng thưởng cho những đóng góp của mình. Trong khi đó cũng có những công trình được trao giải rất sớm, đặc biệt là các công trình thực nghiệm, ví dụ điển hình là Giải Nobel Vật lý năm 1984, khi hai người nhận giải Carlo Rubbia và Simon van der Meer được trao giải vì những đóng góp quyết định trong thí nghiệm UA1 dò được hạt W chỉ một năm trước đó.
- Người duy nhất cho đến nay được nhận hai Giải Nobel Vật lý là John Bardeen, ông được trao giải năm 1956 vì những đóng góp trong việc phát minh ra transistor và năm 1972 cho những nghiên cứu về siêu dẫn.
- Trong lịch sử Giải Nobel Vật lý, mới chỉ có hai nhà Vật lý nữ được trao giải, đó là Maria Skłodowska-Curie (trao năm 1903) và Maria Goeppert-Mayer (trao năm 1963), ngoài ra đã có một số nhà khoa học nữ đã trượt giải một cách đáng tiếc như Ngô Kiện Hùng hoặc Lise Meitner. Vì vậy, dư luận đã từng nhiều lần chỉ trích Ủy ban Giải Nobel vì cho rằng giữa các thành viên của ủy ban vẫn tồn tại tình trạng "trọng nam khinh nữ".

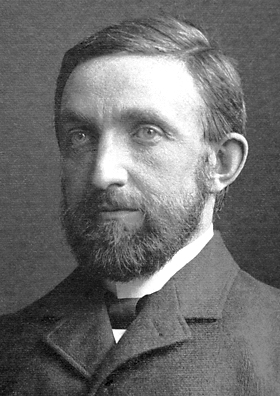
Nhà Vật lý Philipp Lenard

Philipp Lenard, người được trao Giải Nobel Vật lý năm 1905 sau đó đã trở thành cố vấn cho Adolf Hitler trong cương vị người đứng đầu ngành Vật lý "của người Aryan", ông này đã góp phần truyền bá tư tưởng phân biệt chủng tộc trong khoa học và coi thuyết tương đối của Albert Einstein chỉ là trò lừa bịp và không đáng được trao giải Nobel, vì vậy năm 1921, Einstein chỉ được nhận Giải Nobel vì những đóng góp trong giải thích hiện tượng quang điện chứ không phải vì thuyết tương đối vốn nổi tiếng hơn nhiều. Johannes Stark, một nhà Vật lý Đức gốc Bavaria được trao giải Nobel năm 1919, sau này cũng đóng vai trò quan trọng trong cuộc vận động chống "nền Vật lý Do Thái" của Đức Quốc xã.
William Bradford Shockley được đồng trao giải năm 1956 "vì phát minh ra transistor", sau khi được trao giải ông này đã lại trở thành người ủng hộ nhiệt tình cho thuyết ưu sinh mà sau đó được chứng minh là sai lầm hoàn toàn.
Triệu Trung Nghiêu khi là một nghiên cứu sinh ở Caltech năm 1930 đã lần đầu tiên dò được positron thông qua phản ứng hủy cặp electron-positron, tuy vậy ông đã không nhận ra bản chất của thí nghiệm này. Sau đó Carl D. Anderson đã được trao Giải Nobel Vật lý năm 1936 nhờ việc phát hiện ra positron khi sử dụng cùng một nguồn đồng vị (thorium carbide, ThC) như Triệu. Mãi về sau, Anderson mới thừa nhận rằng thí nghiệm của Triệu Trung Nghiêu đã giúp ông tìm ra positron. Tuy vậy Triệu chết năm 1998 mà không bao giờ được nhận giải Nobel vì đóng góp của mình.
Mặc dù nhà Vật lý người Brasil César Lattes là nhà nghiên cứu và tác giả chính của bài báo lịch sử trên tờ Nature về việc mô tả hạt cơ bản pion, Giải Nobel Vật lý năm 1950 lại chỉ được trao cho giám đốc phòng thí nghiệm của Lattes là Cecil Powell. Có điều này là do đến tận thập niên 1960, Ủy ban Giải Nobel thường chỉ xét giải cho người đứng đầu nhóm nghiên cứu hoặc phòng thí nghiệm.

### Trích dẫn
1. ↑  "Nobel Prize amount is raised by SEK 1 million". Nobelprize.org. Lưu trữ bản gốc ngày 1 tháng 2 năm 2018. Truy cập ngày 4 tháng 10 năm 2017.
2. ↑  "All Nobel Prizes in Physics". The Nobel Foundation. Truy cập ngày 6 tháng 10 năm 2022.
3. ↑  "History – Historic Figures: Alfred Nobel (1833–1896)". BBC. Truy cập ngày 15 tháng 1 năm 2010.
4. ↑  "Guide to Nobel Prize". Britannica. Truy cập ngày 10 tháng 6 năm 2013.
5. ↑  Ragnar Sohlman: 1983, Page 7
6. ↑  von Euler, U.S. (ngày 6 tháng 6 năm 1981). "The Nobel Foundation and its Role for Modern Day Science". Die Naturwissenschaften. Springer-Verlag. Bản gốc (PDF) lưu trữ ngày 14 tháng 7 năm 2011. Truy cập ngày 21 tháng 1 năm 2010.
7. ↑  "The Will". web.archive.org. ngày 12 tháng 10 năm 2014. Bản gốc lưu trữ ngày 12 tháng 10 năm 2014. Truy cập ngày 23 tháng 12 năm 2022.{{Chú thích web}}:  Quản lý CS1: bot: trạng thái URL ban đầu không rõ (liên kết)
8. ↑  "The Nobel Foundation – History". Nobelprize.org. Bản gốc lưu trữ ngày 9 tháng 1 năm 2010. Truy cập ngày 15 tháng 1 năm 2010.
9. 1 2  Agneta Wallin Levinovitz: 2001, Page 13
10. ↑  "The Will". web.archive.org. ngày 12 tháng 10 năm 2014. Bản gốc lưu trữ ngày 12 tháng 10 năm 2014. Truy cập ngày 21 tháng 12 năm 2022.{{Chú thích web}}:  Quản lý CS1: bot: trạng thái URL ban đầu không rõ (liên kết)
11. ↑  "Nobel Prize History —". Infoplease. ngày 13 tháng 10 năm 1999. Truy cập ngày 15 tháng 1 năm 2010.
12. ↑  "Nobel Foundation (Scandinavian organisation)". Britannica. Truy cập ngày 10 tháng 6 năm 2013.
13. 1 2  "Nobel Prize | Definition, History, Winners, & Facts | Britannica". www.britannica.com (bằng tiếng Anh). Truy cập ngày 23 tháng 12 năm 2022.Sau khi Nobel qua đời, Quỹ Nobel được thành lập để thực hiện các điều khoản trong di chúc của ông và để quản lý quỹ. Trong di chúc, ông đã quy định bốn người khác nhau - ba người Thụy Điển và một người Na Uy - sẽ trao giải thưởng. Từ Stockholm, Viện Hàn lâm Khoa học Hoàng gia Thụy Điển trao giải về vật lý, hóa học và kinh tế, Viện Karolinska trao giải về sinh lý học hoặc y học, và Viện Hàn lâm Thụy Điển trao giải về văn học. Ủy ban Nobel Na Uy có trụ sở tại Oslo trao giải thưởng vì hòa bình. Quỹ Nobel là chủ sở hữu hợp pháp và quản lý chức năng của quỹ và đóng vai trò là cơ quan hành chính chung của các tổ chức trao giải, nhưng nó không liên quan đến các cuộc thảo luận hoặc quyết định về giải thưởng, vốn chỉ thuộc về bốn tổ chức.
14. ↑  "Alfred Nobel's last will and testament - The Local". web.archive.org. ngày 9 tháng 10 năm 2009. Bản gốc lưu trữ ngày 3 tháng 5 năm 2013. Truy cập ngày 21 tháng 12 năm 2022.{{Chú thích web}}:  Quản lý CS1: bot: trạng thái URL ban đầu không rõ (liên kết)
15. ↑  Nobelprize.org. "Facts and figures". Lưu trữ bản gốc ngày 15 tháng 8 năm 2018. Truy cập ngày 4 tháng 5 năm 2015.
16. ↑  "The Nobel Prize Selection Process". Britannica Encyclopaedia. Lưu trữ bản gốc ngày 29 tháng 4 năm 2015. Truy cập ngày 4 tháng 5 năm 2015.
17. ↑  "Nomination and Selection of Physics Laureates". nobelprize.org. Nobel Media AB 2016. Lưu trữ bản gốc ngày 20 tháng 5 năm 2020. Truy cập ngày 6 tháng 10 năm 2016.
18. ↑  "50 year secrecy rule". Bản gốc lưu trữ ngày 1 tháng 5 năm 2015. Truy cập ngày 6 tháng 5 năm 2015.
19. ↑  "About posthumous awards". Lưu trữ bản gốc ngày 24 tháng 7 năm 2018. Truy cập ngày 4 tháng 5 năm 2015.
20. ↑  Gingras, Yves; Wallace, Matthew L. (2009). "Why it has become more difficult to predict Nobel Prize winners: A bibliometric analysis of nominees and winners of the chemistry and physics prizes (1901–2007)". Scientometrics. Quyển 82 số 2. tr. 401. arXiv:0808.2517. doi:10.1007/s11192-009-0035-9. S2CID 23293903.
21. ↑  "A noble prize". Nature Chemistry. Quyển 1 số 7. 2009. tr. 509. Bibcode:2009NatCh...1..509.. doi:10.1038/nchem.372. PMID 21378920.
22. ↑  "Edison and Tesla Win Nobel Prize in Physics Lưu trữ ngày 15 tháng 6 năm 2002 tại Wayback Machine", Literary Digest, ngày 18 tháng 12 năm 1915.
23. ↑  Cheney, Margaret, Tesla: Man Out of Time, ISBN 0-13-906859-7.
24. ↑  Seifer, Marc J., Wizard, the Life and Times of Nikola Tesla, ISBN 1-55972-329-7 (HC), ISBN 0-8065-1960-6 (SC).
25. ↑  O'Neill, John H.,Prodigal Genius, ISBN 0-914732-33-1.
26. ↑   Lưu trữ ngày 24 tháng 3 năm 2005 tại Wayback Machine, Niels Bohr, Nature, vol. 143, p. 330, 25 tháng 2 năm 1939
27. ↑  "A Nobel Tale of Wartime Injustice Lưu trữ ngày 21 tháng 6 năm 2007 tại Wayback Machine
28. ↑  "Lilienfeld Biodata Lưu trữ ngày 12 tháng 10 năm 2004 tại Wayback Machine"
29. ↑  "Bản sao đã lưu trữ" (PDF). Bản gốc (PDF) lưu trữ ngày 16 tháng 7 năm 2012. Truy cập ngày 17 tháng 10 năm 2011.
30. ↑  Sharon Bertsch McGrayne, Nobel Prize Women in Science: Their Lives, Struggles and Momentous Discoveries
31. ↑  "Svenska CNN Writer Bitte Roth, CNN Interactive". Bản gốc lưu trữ ngày 10 tháng 5 năm 2007. Truy cập ngày 17 tháng 10 năm 2011.
32. ↑  "Absent at the Creation; How one scientist made off with the biggest invention since the light bulb Lưu trữ ngày 24 tháng 2 năm 2015 tại Wayback Machine", Ronald Kessler, The Washington Post Magazine, 06 tháng 4 năm 1997, Pg. 16
33. ↑  Dr. Roger Pearson, Shockley on Eugenics and Race
34. ↑  "Chinese Science and the 'Nobel Prize Complex'" (PDF). Bản gốc (PDF) lưu trữ ngày 16 tháng 7 năm 2012. Truy cập ngày 17 tháng 10 năm 2011.